# Édifices religieux de Bastia
 (février 2021).
Si vous disposez d'ouvrages ou d'articles de référence ou si vous connaissez des sites web de qualité traitant du thème abordé ici, merci de compléter l'article en donnant les références utiles à sa vérifiabilité et en les liant à la section « Notes et références ».
La ville de Bastia possède un important patrimoine religieux : chapelles, églises, couvents.

## Les couvents

### Les Jésuites

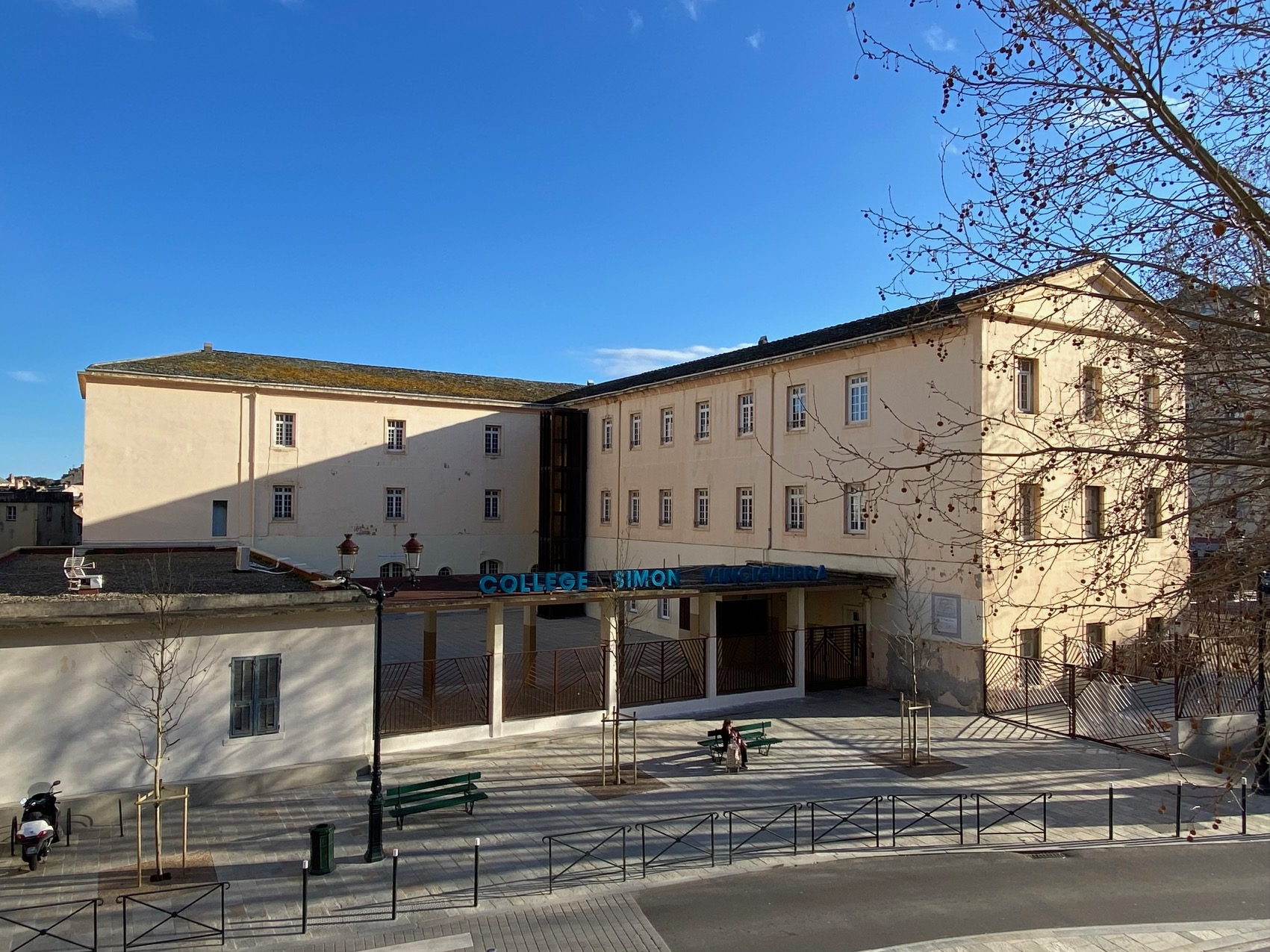
Le collège Simon Vinciguerra, ancien couvent fondé par les jésuites

Il s'agit de l'actuel collège Simon Vinciguerra. C'est le plus ancien de la ville, puisque fondé en 1635 par les Jésuites, qui ont assuré l'enseignement secondaire à l'époque génoise. Après la conquête militaire de la France, le gouvernement de Louis XV expulsa les jésuites. En 1820 le bâtiment collège municipal. L'édifice abritait aussi la mairie, un bureau de police, une bibliothèque et la cour d'appel de la Corse.
Deux étages furent rajoutés en 1838. L'établissement devint lycée impérial sous Napoléon III.

### Le Sacré-Cœur
À leur retour en Corse, les Jésuites fondent un nouveau couvent, boulevard Hyacinthe-de-Montera, dans le milieu du XIXe siècle. La façade de l'église du Sacré-Cœur, de style néoclassique, est visible de la rue (voir plus bas).
D'abord couvent jésuite, puis résidence pour les ecclésiastiques, le couvent du Sacré-Cœur abrite aujourd'hui une association caritative.

### Les missionnaires lazaristes

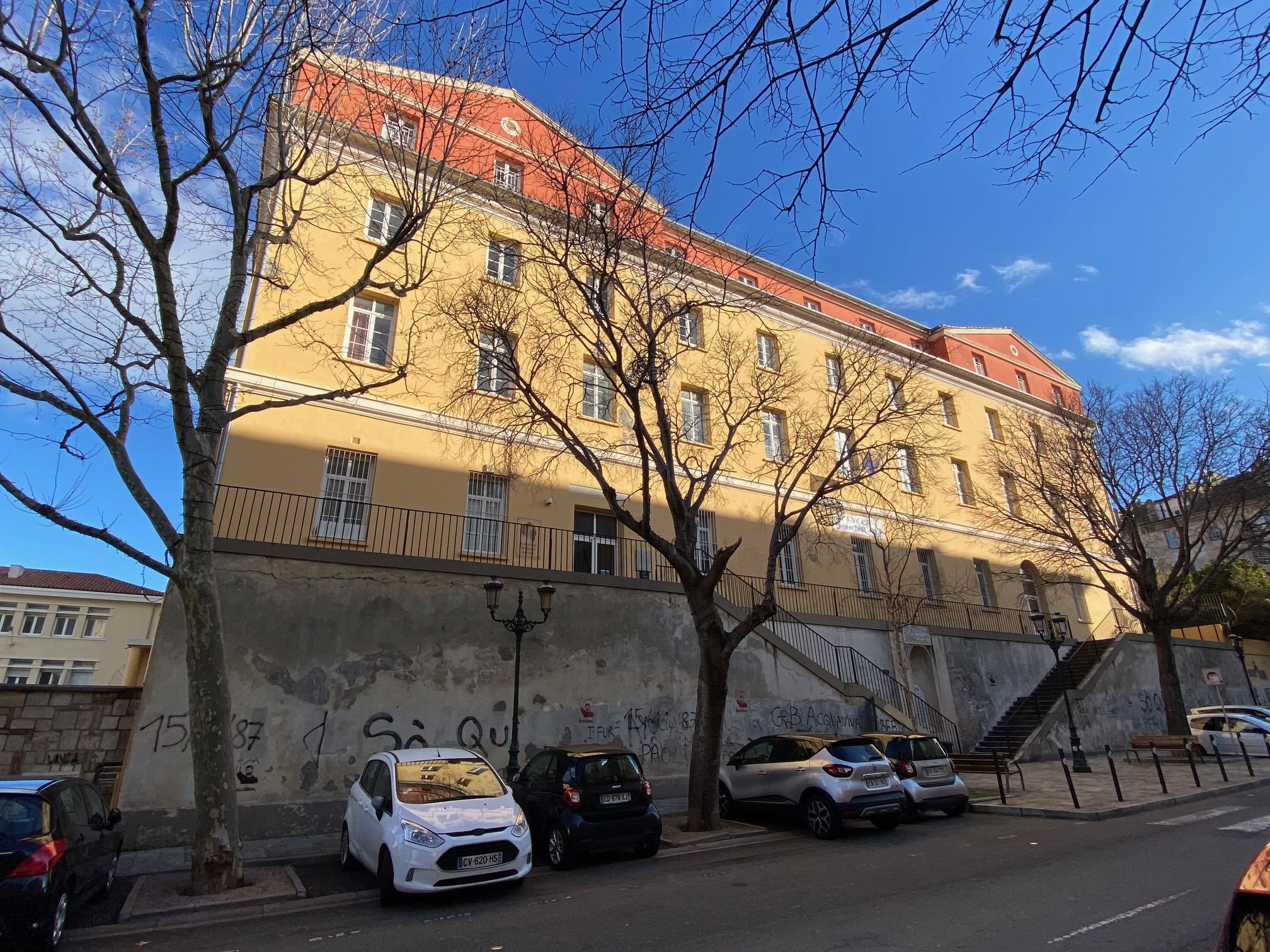
La façade du lycée Jean-Nicoli, ancien couvent des Missionnaires lazaristes

Le bâtiment se trouve cours Pierangeli. Il est devenu un établissement scolaire : le lycée Jean-Nicoli. Cet édifice était le couvent des missionnaires lazaristes, ordre fondé par saint Vincent de Paul. La construction débuta en 1678.
Après le rattachement de la Corse à la France, le bâtiment devint siège du gouvernement français. Il donna alors son ancien nom au quartier : U Guvernamentu. Le bâtiment fut aussi le siège du royaume anglo-corse, en 1794 et 1795. De 1800 à 1811, il devint préfecture, puis sous-préfecture, mairie et bibliothèque. En 1858 fut propriété de l'armée, où il prit le nom de caserne Marbeuf.
Enfin, il devint établissement scolaire, prenant le nom de lycée Marbeuf puis lycée Jean-Nicoli.

### Les servites de Marie: San Ghjiseppu
L'ordre des servites de Marie s'est installé à Bastia en 1641. Les religieux s'installèrent à San Ghjiseppu à leur arrivée. Ils décidèrent de construire un couvent en 1644, qui est l'actuel bâtiment de l'archiconfrérie.

### Les franciscains observantins: San Francescu

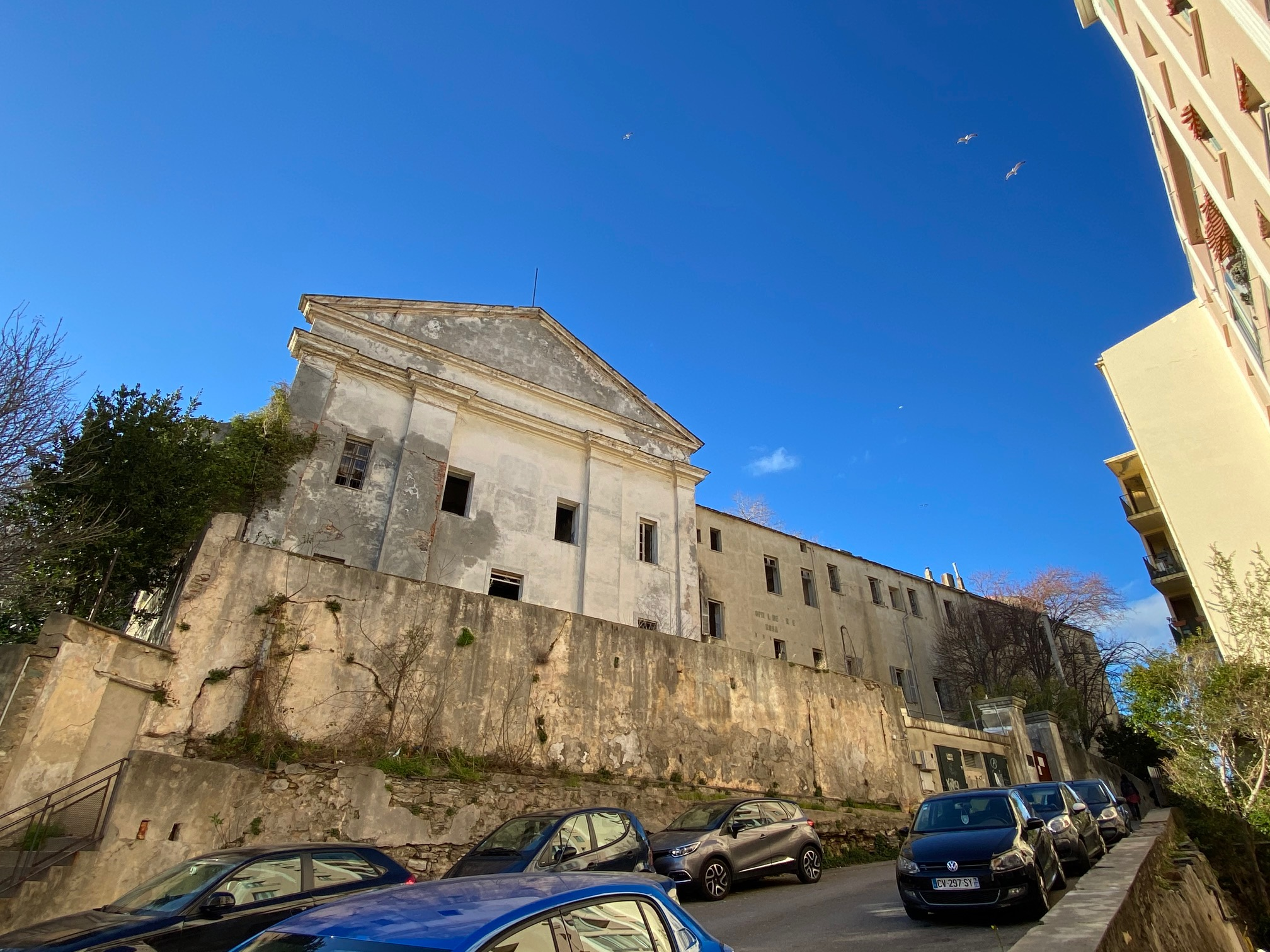
San Francescu

Situé dans le cœur de Bastia, le couvent San Francescu est aujourd'hui à l'abandon et menace ruine. Il a été fondé en 1510 par les franciscains. Il est décrit en 1660 comme étant richement décoré, comportant dix-huit chapelles. 
Après la Révolution, il devint propriété de l'armée qui l'utilisa comme hôpital sous le nom d'hôpital militaire Rosagutti. Son riche décor fut alors entièrement dépouillé, l'escalier monumental de vingt mètres enfoui pour aménager une terrasse. Une grande mosaïque décorait le parvis.
Devenu propriété de la Collectivité de Corse, il attend toujours sa prochaine destination.

### Les capucins: Sant'Antone
Le couvent Saint-Antoine, en corse Sant'Antone ou Sant'Untò, a été fondé en 1540 par le père Mariano de Nebbiu, originaire de Santu Petru di Tenda. Il a été agrandi à de nombreuses reprises en 1601, 1713 et 1798. Expulsés à deux reprises, les moines revinrent en 1920. Depuis 1984, ce sont des capucins de Sardaigne qui y sont installés.

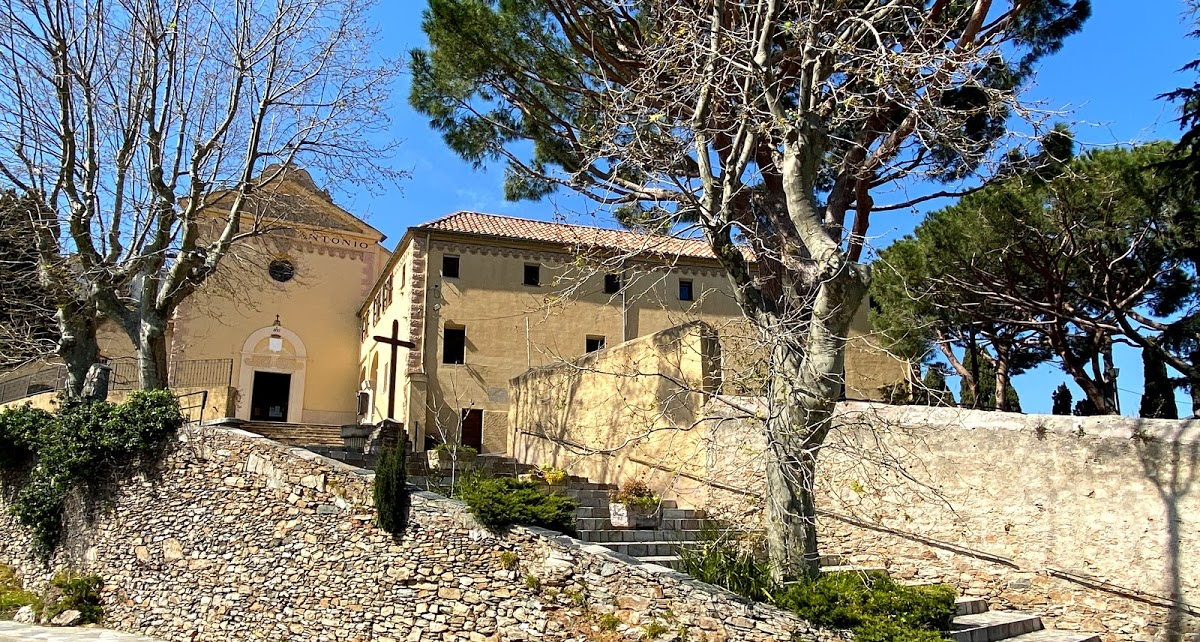
Sant'Antone

### Les franciscains réformés: Sant'Anghjuli

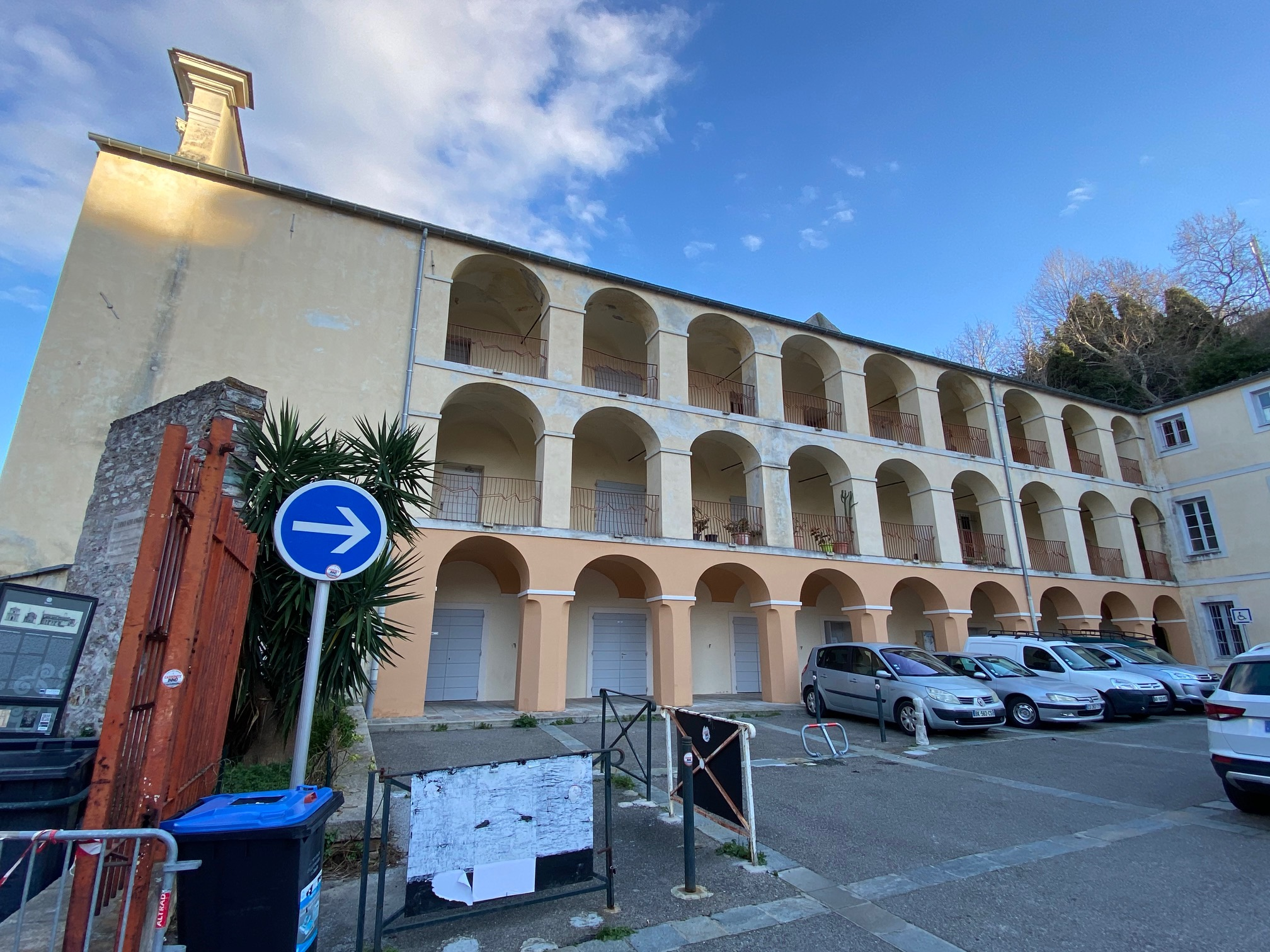
Couvent Sant'Anghjuli

Fondé en 1640. L'église est dédiée à saint Michel Archange. Le couvent fut d'abord un hôpital, puis refuge pour les enfants illégitimes. Il fut désaffecté à La Révolution, puis récupéré par l'armée. Le bâtiment est propriété de la commune de Bastia en 1993. Il sert de local à de nombreuses associations. On y trouve également un théâtre.

### Les clarisses: Santa Chjara
Le couvent Sainte-Claire, Santa Chjara se trouve à la citadelle. Il est aussi appelé couvent des Clarisses.
Il a été édifié en 1600. Sur la marche d'entrée se trouvait gravée l'inscription tirée d'un vers de Dante : "Lasciate ogni sperenza, o voi ch'entrate" ("Abandonnez tout espoir, vous qui entrez"). Une fois par an, le gouverneur était reçu au couvent, le jour de la Sainte-Claire.

Le couvent fut désaffecté à la Révolution et récupéré par l'armée. En 1817, il devient prison jusqu'en 1993, date de l'ouverture du centre pénitentiaire de Borgu. Il appartient aujourd'hui à un privé. Le couvent est totalement désaffecté.

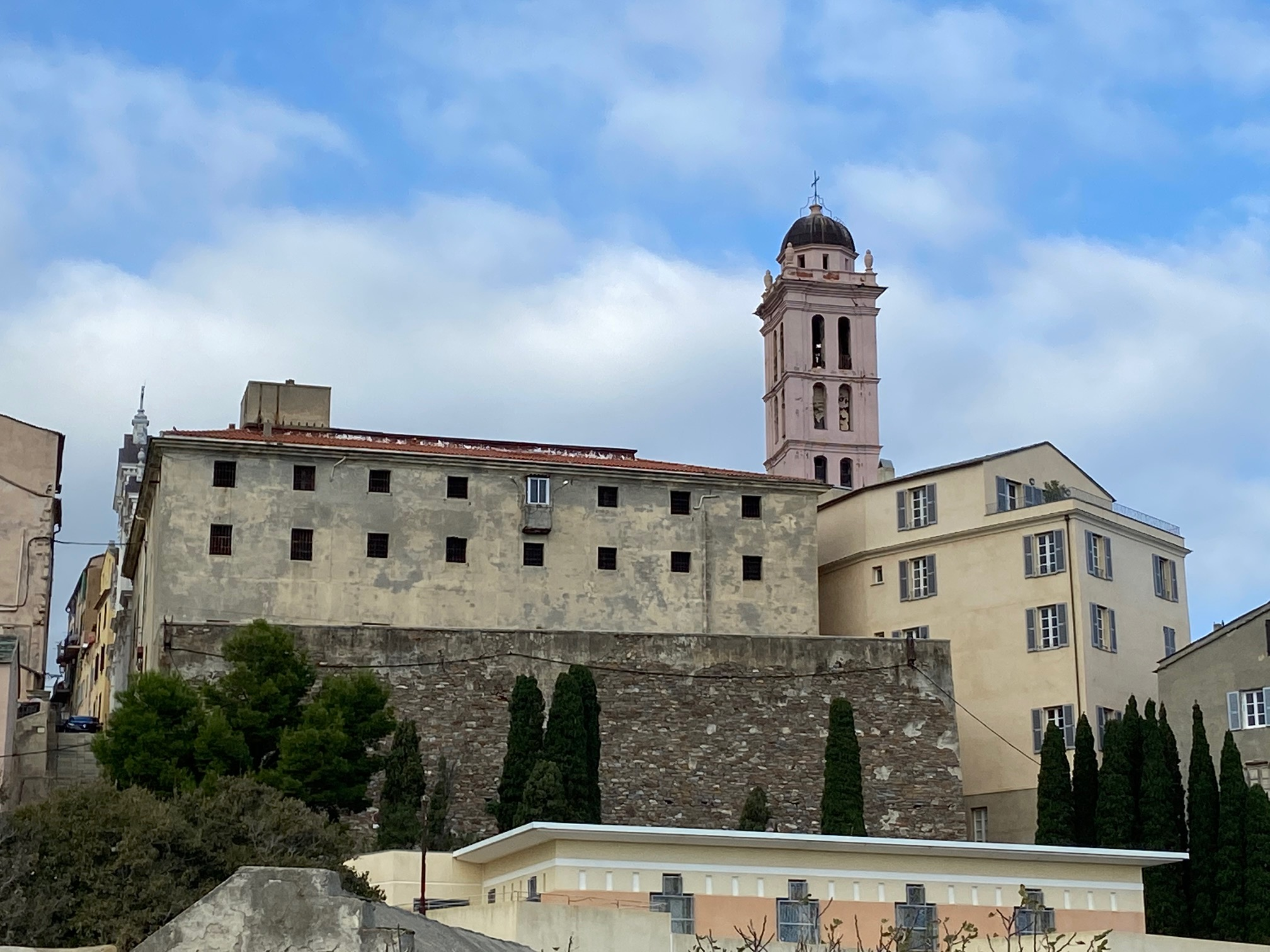
L'ancien couvent Santa Chjara

### Le couvent d'E Capannelle
Le couvent franciscain est l’œuvre de l'architecte bastiais Jean Marini. Après le départ des frères, il a abrité le Secours Catholique, puis a fini par être vendu à un privé.

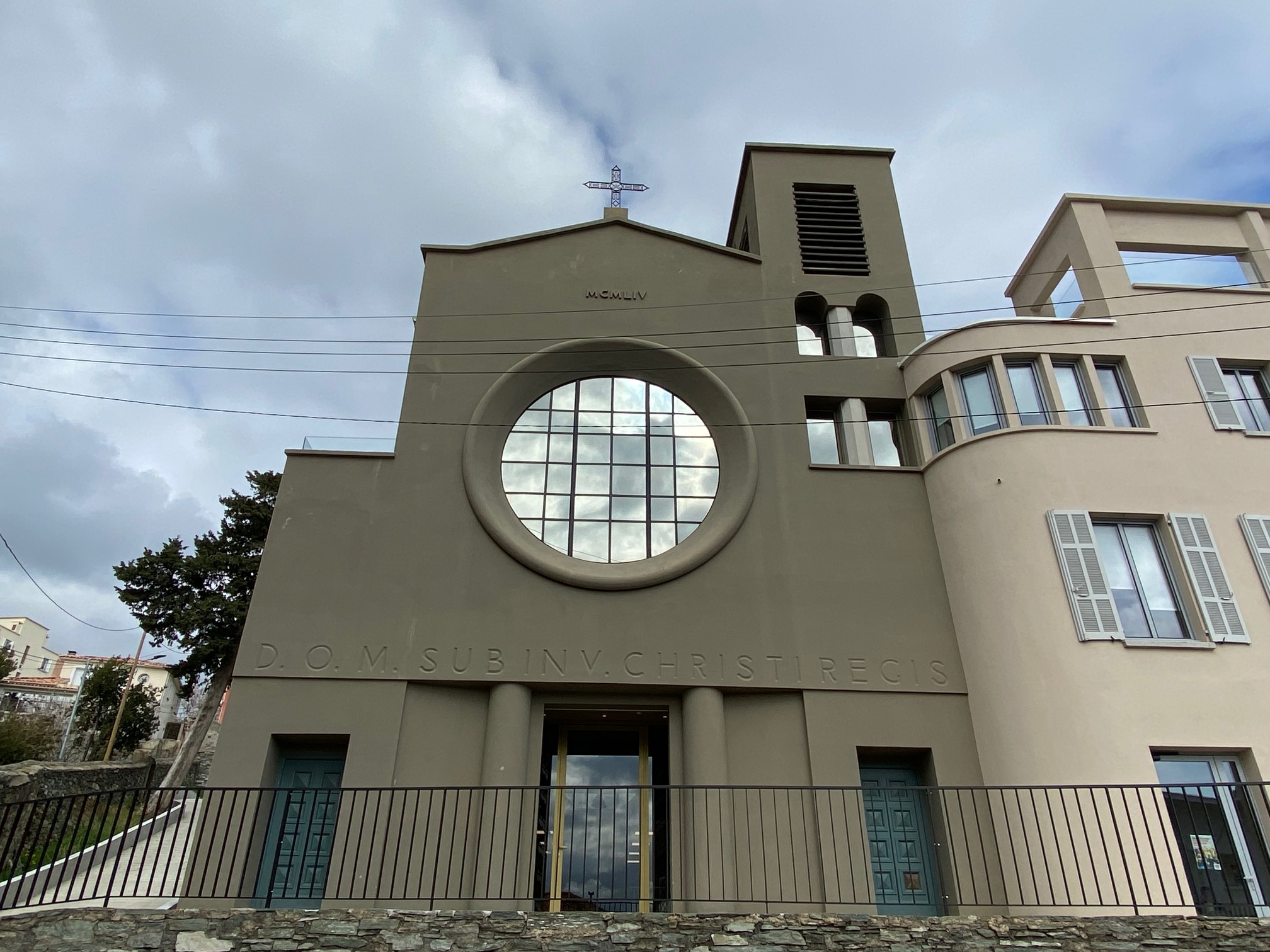
L'ancien couvent d'E Capannelle

### Le monastère des clarisses
Après la fermeture du couvent Santa Chjara à la Révolution, un nouveau monastère des clarisses est fondé en 1851. Celui-ci se trouve sur les hauteurs de Bastia, montée Sainte-Claire.

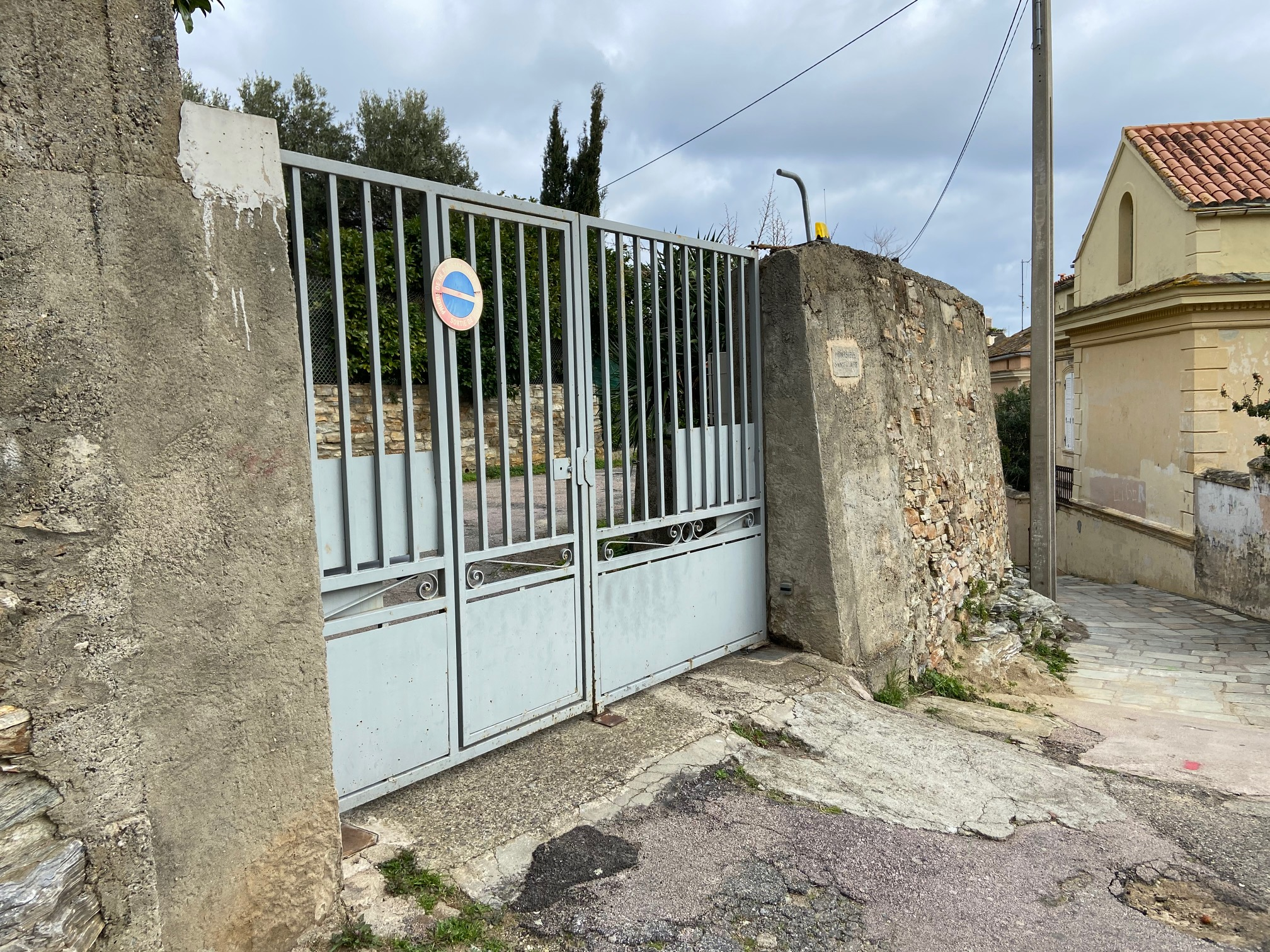
L'entrée du monastère des Clarisses

### Les béguines: Sant'Elisabetta ou Santa Risabetta (Le Bon Pasteur)

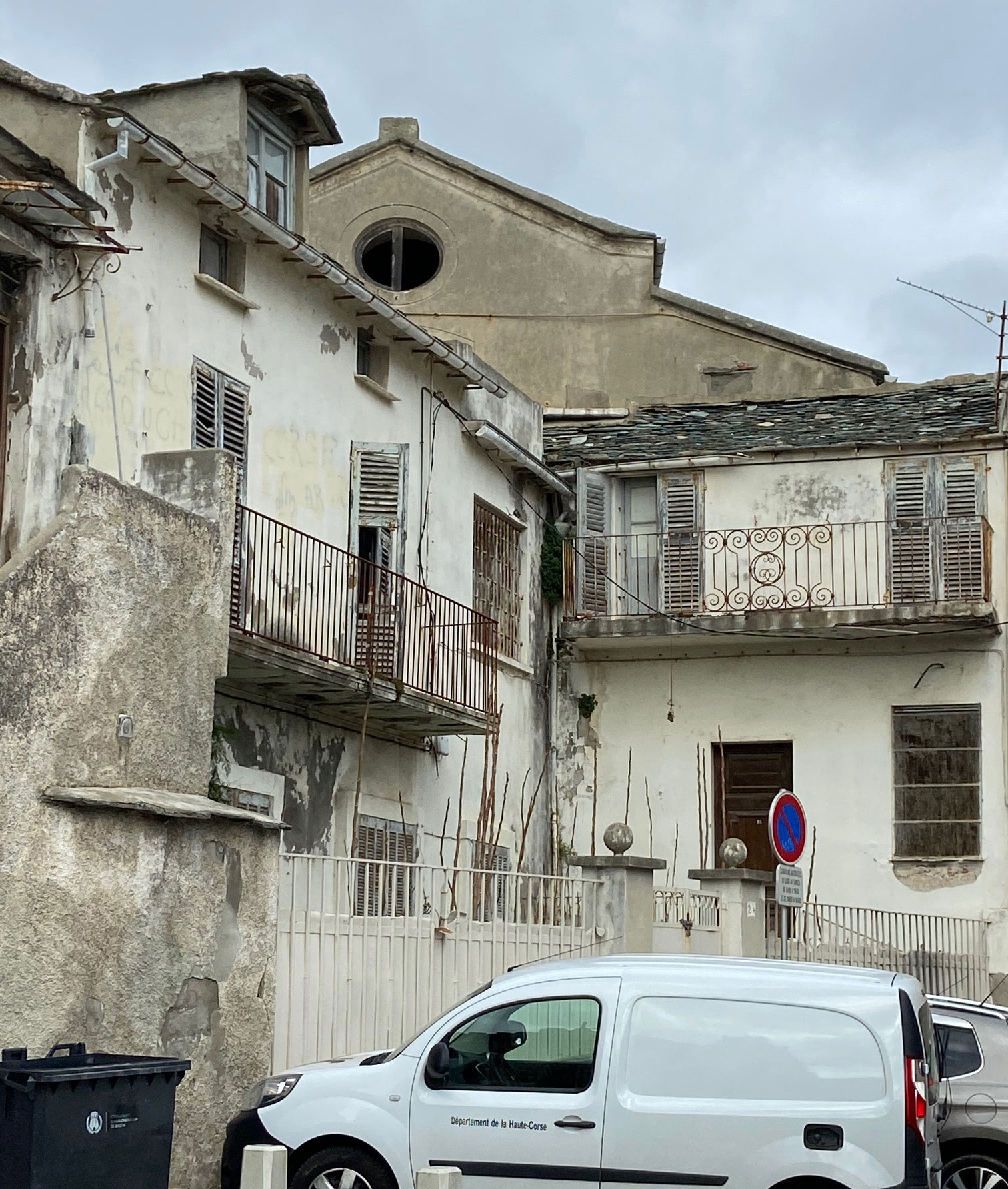
Le Bon Pasteur

L'entrée se trouve au numéro 13 de la rue Sainte-Elisabeth. Le bâtiment abritait la communauté des Sœurs du Bon Pasteur. L'ensemble des bâtiments est aussi appelé Le Bon Pasteur. 
C'était l'un des quatre couvents de femmes que comptait la ville.
Aux XVIIe et XVIIIe siècles, c'était le Conservatorio delle oneste figlie di Santa Elisabetta.
L'ensemble des bâtiments est maintenant propriété de la ville de Bastia, qui a comme projet de le réhabiliter.

### Les ursulines: Sant'Orsula
Le couvent Sainte-Ursule, en corse Sant'Òrsula, était tout proche de celui des jésuites. Il a été construit en 1631. Le bâtiment a été transformé en caserne de gendarmerie. Il abrite aujourd'hui la maison des syndicats.
Du passé du couvent, il reste le nom de la rue : Sainte-Ursule.

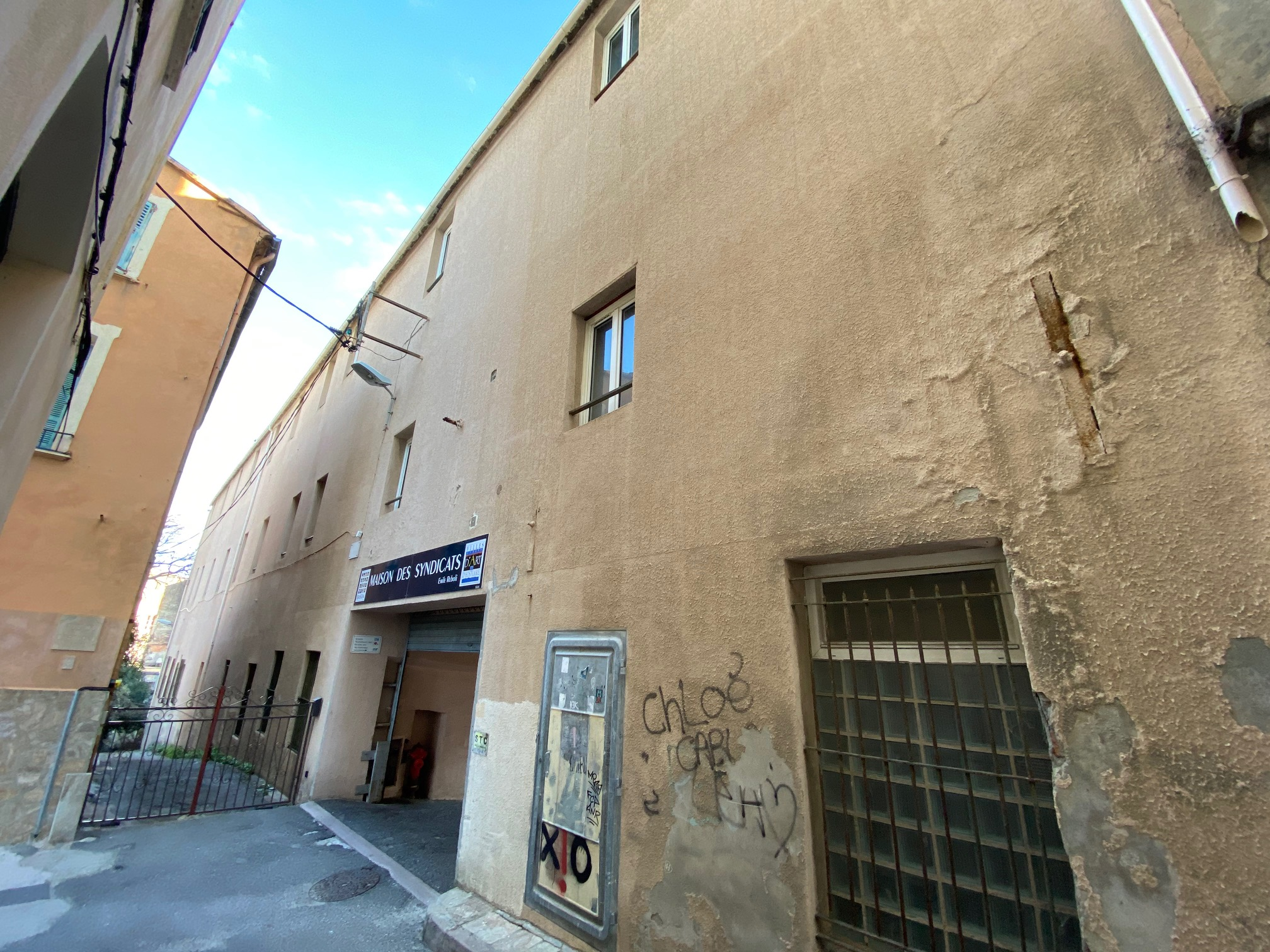
L'ancien couvent des ursulines

### Les annonciades ou turquines: Santissima Annunziata
Les sœurs turchine, devenues en français les "turquines" étaient appelées ainsi à cause de leur habit bleu.
Elles faisaient partie de la congrégation des Annonciades, fondé à Gênes au XVIIe siècle. C'est en 1618 que des religieuses fondent un couvent à la Citadelle. Elles seront chassées à la Révolution. Le couvent devient alors caserne militaire (appelé "Caserne Sebastiani").
Il accueille aujourd'hui les locaux du lycée maritime Jacques-Faggianelli.

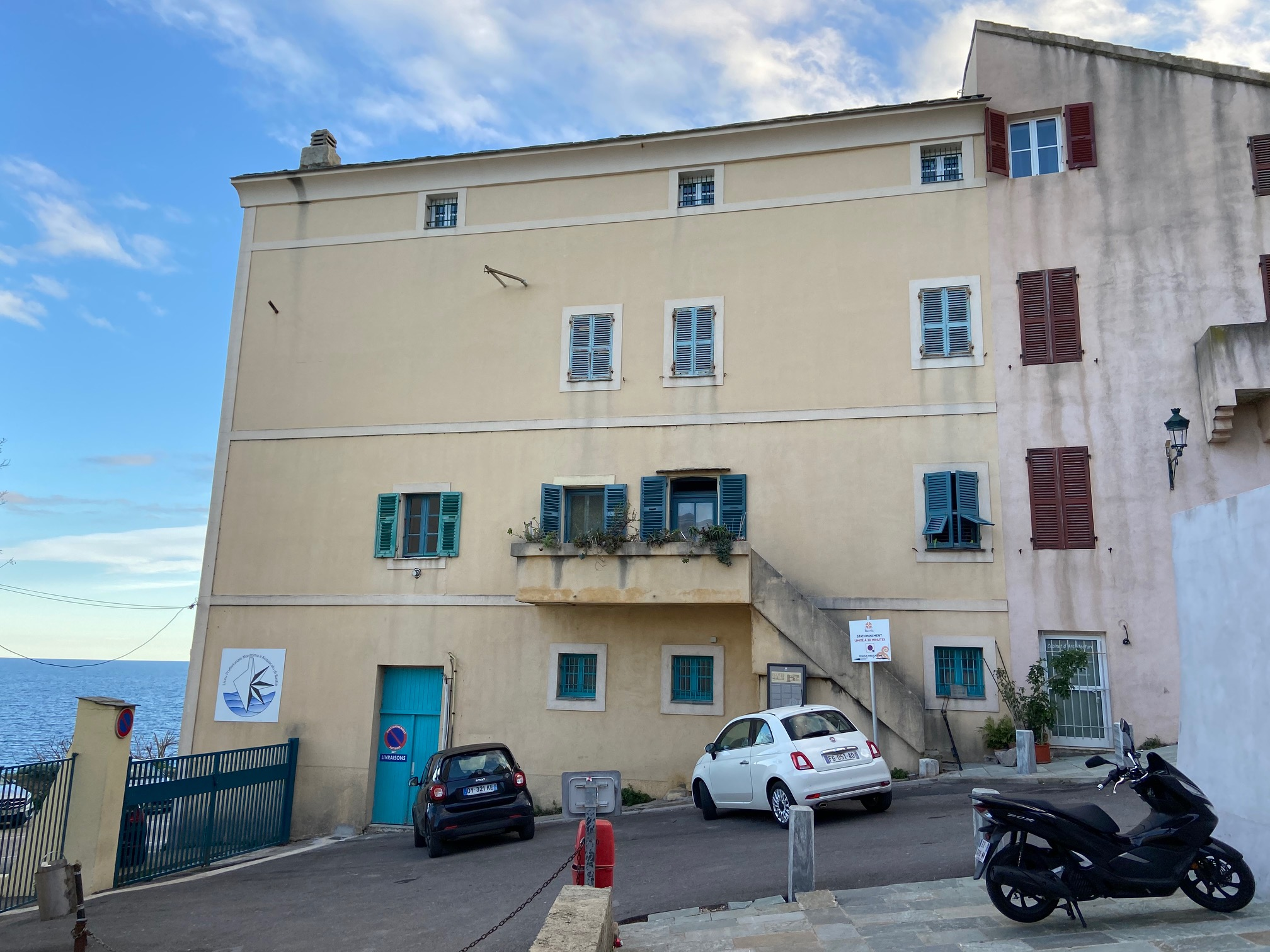
L'ancien couvent des Turquines

## Les églises
Voici les différents édifices religieux, par quartier :

### Terra Vechja

#### L'église Saint-Jean-Baptiste (San Ghjuvanni)

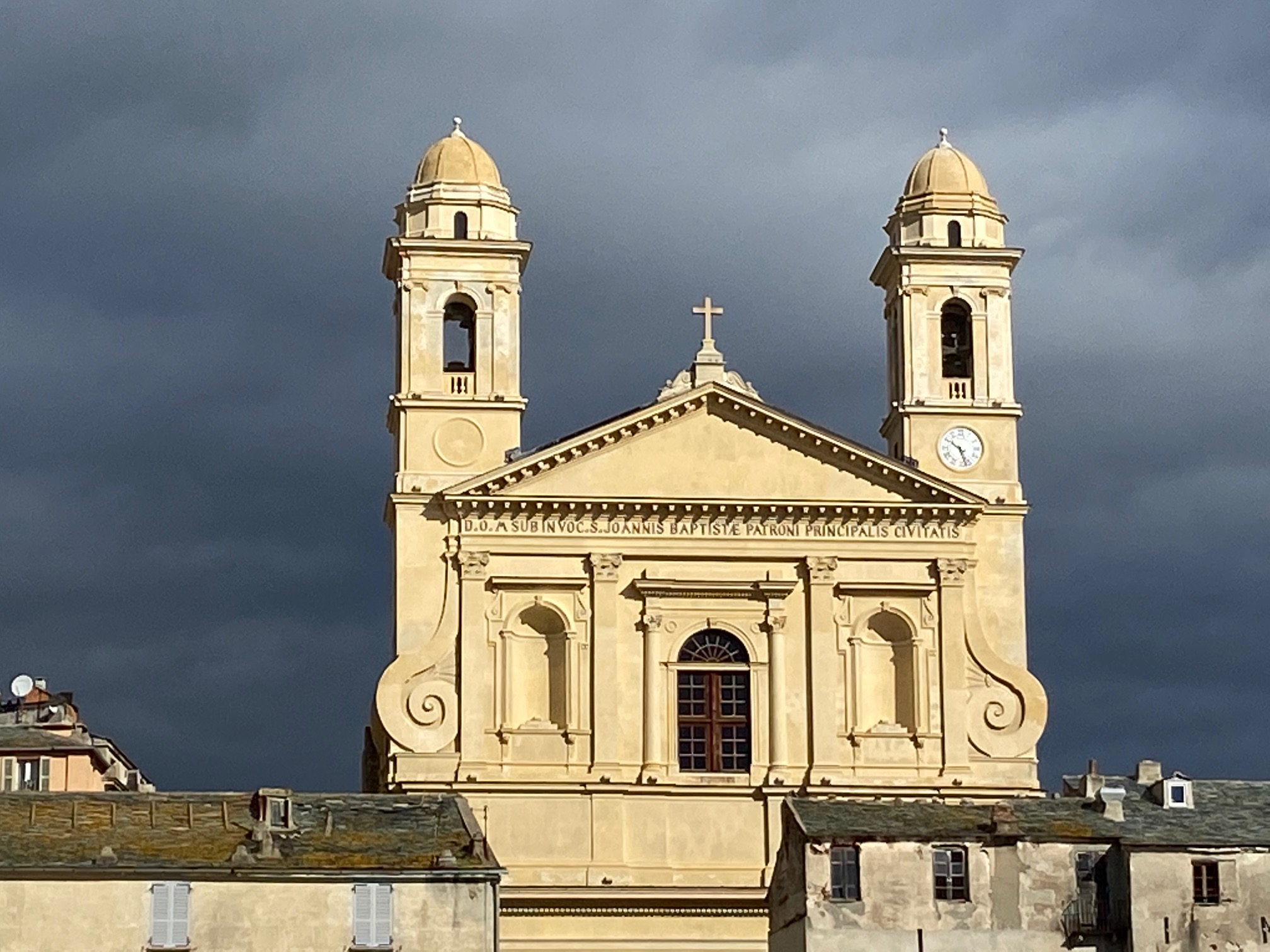
San Ghjuvà

Saint-Jean-Baptiste, en corse San Ghjuvanni ou San Ghjuvà est l'église la plus importante du quartier de Terra Vechja. 
L'église fut construite entre 1636 et 1666, sur l'emplacement d'un édifice plus ancien.
La façade est de style baroque. Les décors intérieurs ont été presque entièrement refaits au XIXe siècle.
Les deux clochers ont été construits plus tardivement : celui de gauche en 1810, celui de droite en 1864, par l'architecte bastiais Paul-Augustin Viale.
L'édifice est classé au titre des monuments historiques en 2000.

#### L'oratoire Saint-Roch (San Roccu)

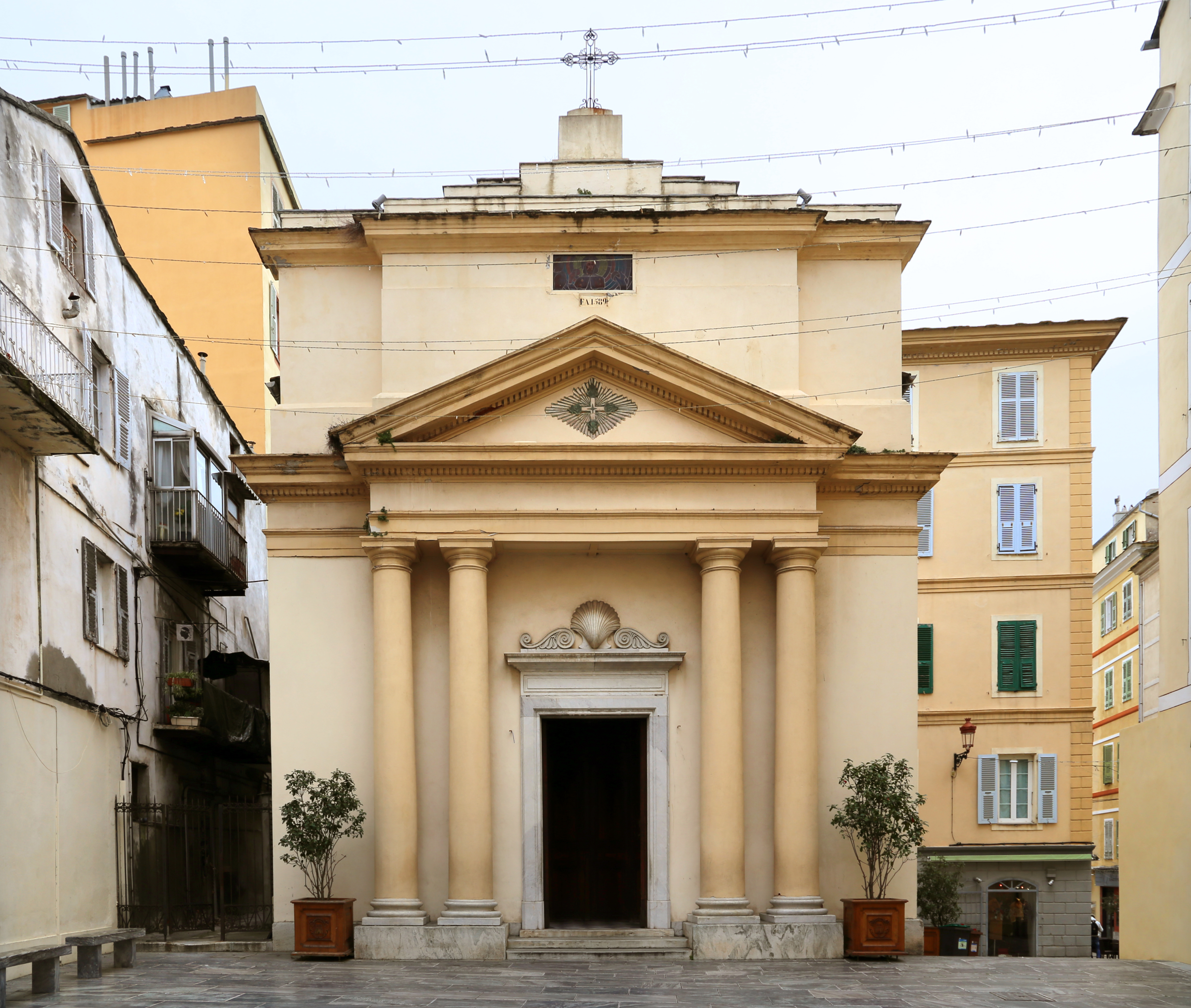
San Roccu

San Roccu se trouve rue Napoléon, dans le quartier de Terra Vechja. 
Saint-Roch est le protecteur des épidémies. Au XVIe, les épidémies de peste faisaient rage et les Bastiais décidèrent de construire un lieu de culte dédié à ce saint, qui aurait arrêté une épidémie de peste aux portes de la ville. 
L'oratoire primitif de 1590 a été agrandi et entièrement reconstruit en 1604. 
La façade a été refaite plus tardivement, elle est de style néoclassique.
C'est le siège de la confrérie San Roccu.

#### L'oratoire de l'Immaculée Conception (A Cuncezziò)

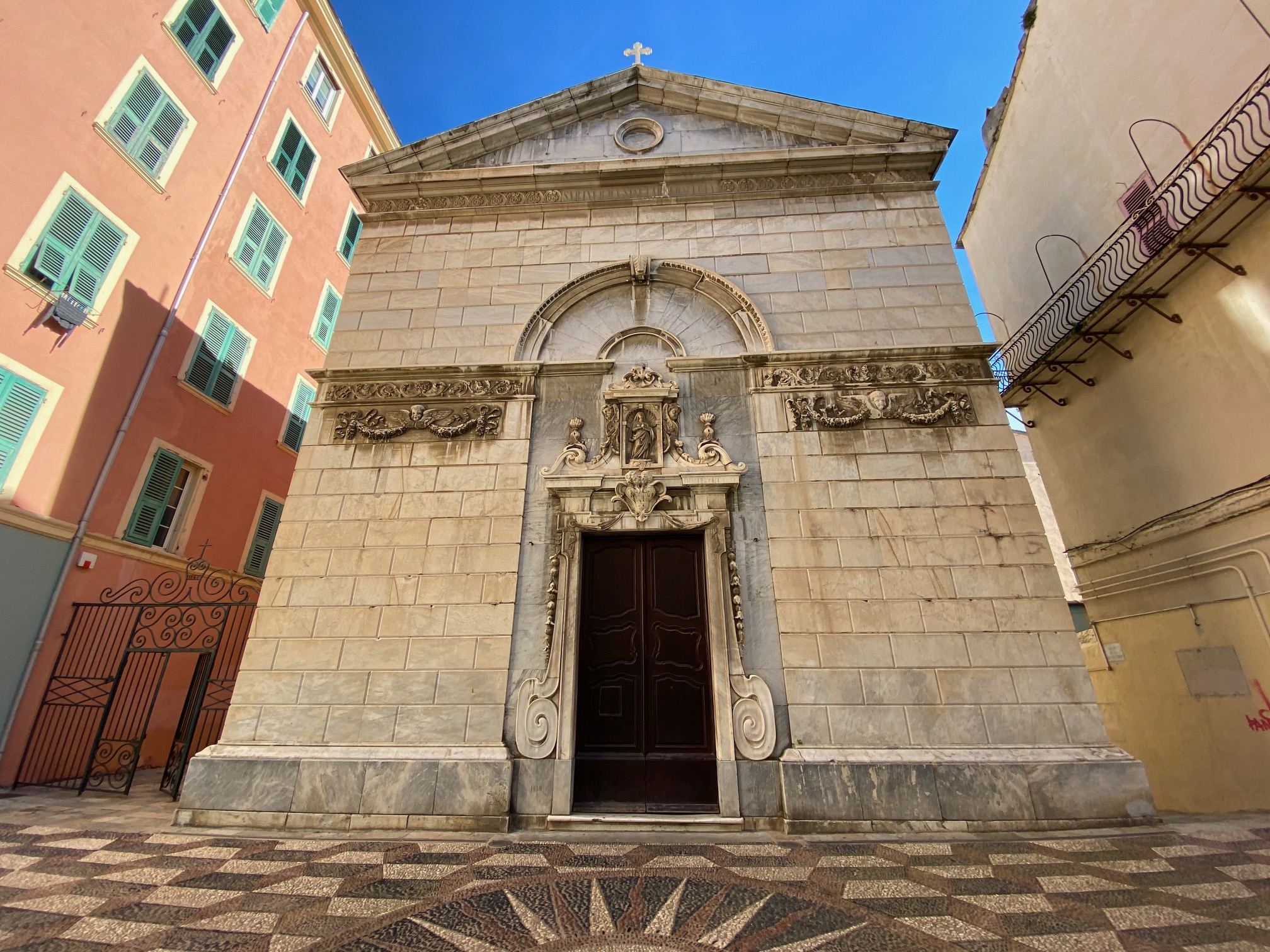
L'oratoire de l'Immaculée Conception, A Cuncezziò

L'oratoire de l'Immaculé Conception, en corse A Cuncezziò se trouve rue Napoléon, dans le quartier de Terra Vechja. 
Il a été inauguré en 1589. L'intérieur est richement décoré. Les murs sont tapissés de velours de Gênes. L'oratoire était le siège de la confrérie de l'Immaculée Conception. Il a aussi joué un rôle politique, puisque c'est ici que se réunissait le parlement du royaume anglo-corse.
L'édifice a été classé monument historique en 2000.

#### Saint-Charles-Borromée (San Carlu)

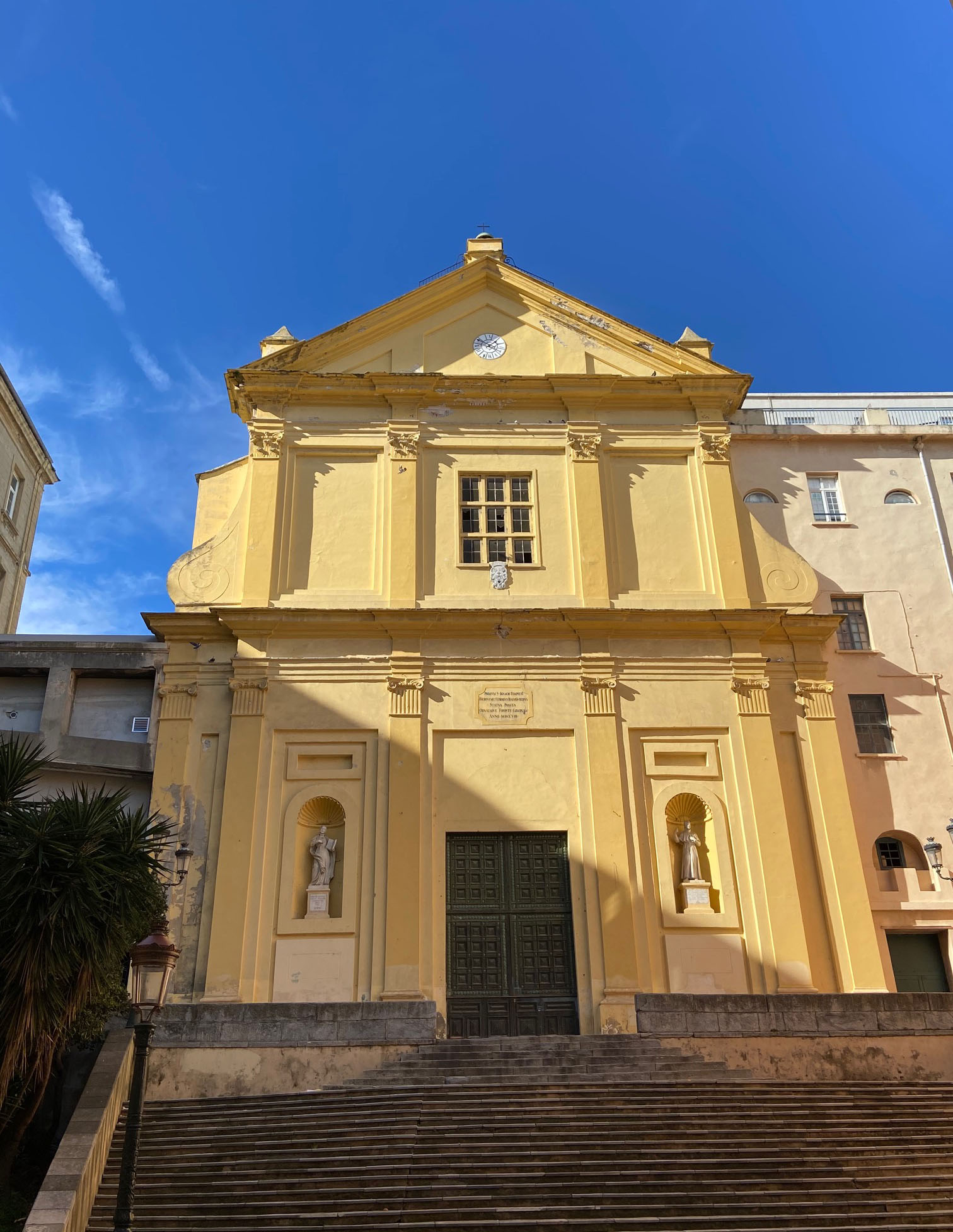
San Carlu

L'église San Carlu est située dans le quartier de Terra Vechja, près du Vieux-Port de Bastia.
Fondée en 1635, elle s'appelait alors Saint-Ignace, du nom de saint Ignace de Loyola, patron des jésuites.
San Carlu était le nom d'une première église, aujourd'hui disparue, qui se trouvait au pied des remparts de la citadelle, en haut de l'escalier Romieu. Elle fut rasée par les Génois au XVIIIe siècle.
Après l'expulsion de l'ordre des jésuites en 1769, l'église fut concédée à la confrérie de San Carlu. L'église changea alors de vocable. 
Elle est depuis dédiée à saint Charles Borromée.
L'église est inscrite au titre des monuments historiques en 2007.

#### L'oratoire de la Miséricorde
C'est l'actuel bâtiment du cinéma Le Studio. L'édifice était l'oratoire de la confrérie de la Miséricorde. Les confrères avaient pour mission de secourir les malades, d'assister les suppliciés et de les enterrer, ainsi que le rachat d'esclaves enlevés par les barbaresques.

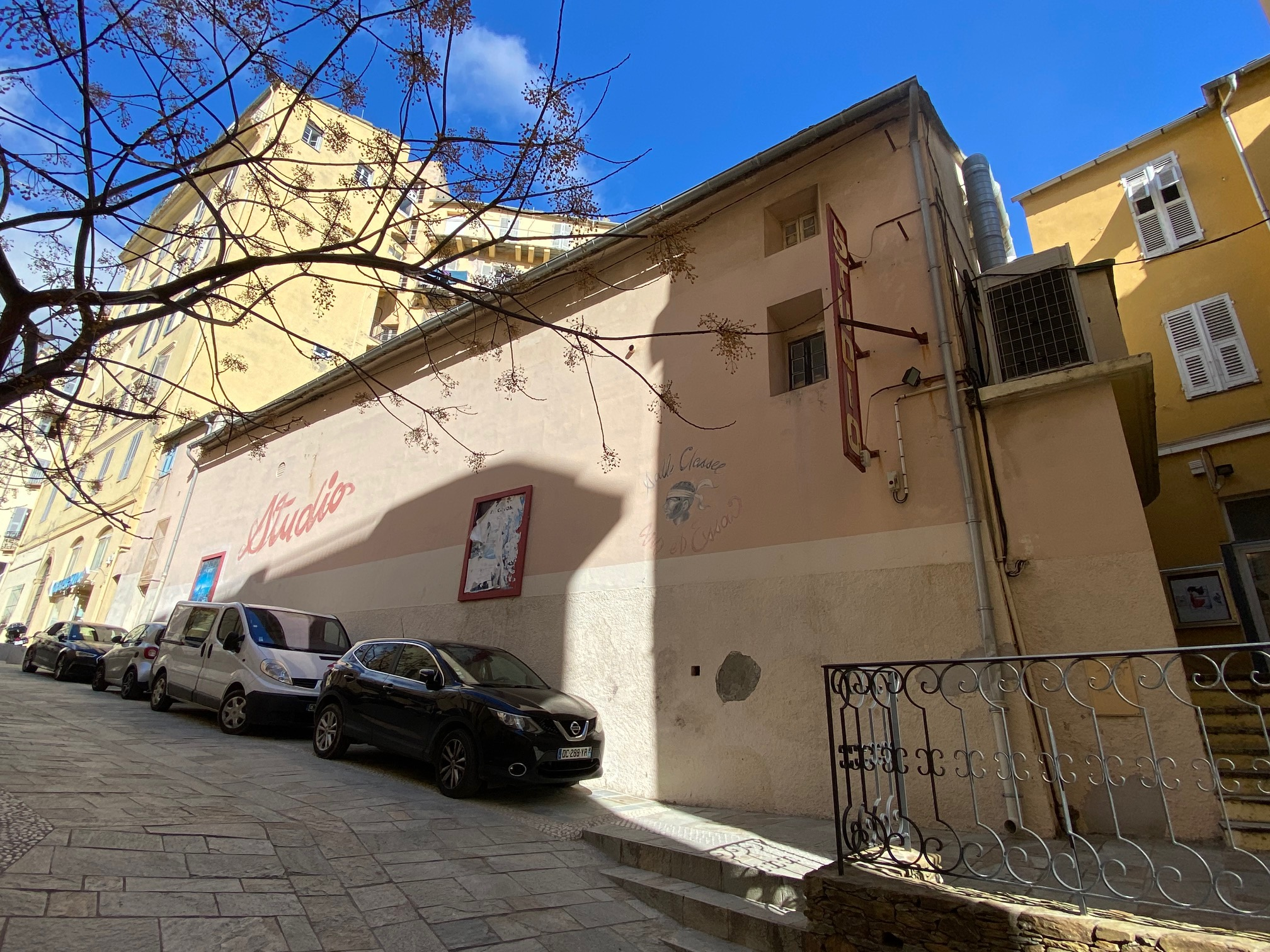
L'ancien oratoire de la Miséricorde

#### Saint-Vincent-de-Paul
C'était l'église de l'ancien couvent des Missionnaires lazaristes. La façade donne sur la rue Neuve-St-Roch. Elle a été construite au lieu-dit Sant'Eramu. Elle a été construite entre 1716 et 1725. L'église a été malheureusement dépouillée et ruinée par l'armée. Dans les années 1820, elle a servi d'entrepôt. Elle fait aujourd'hui partie du lycée Jean-Nicoli.

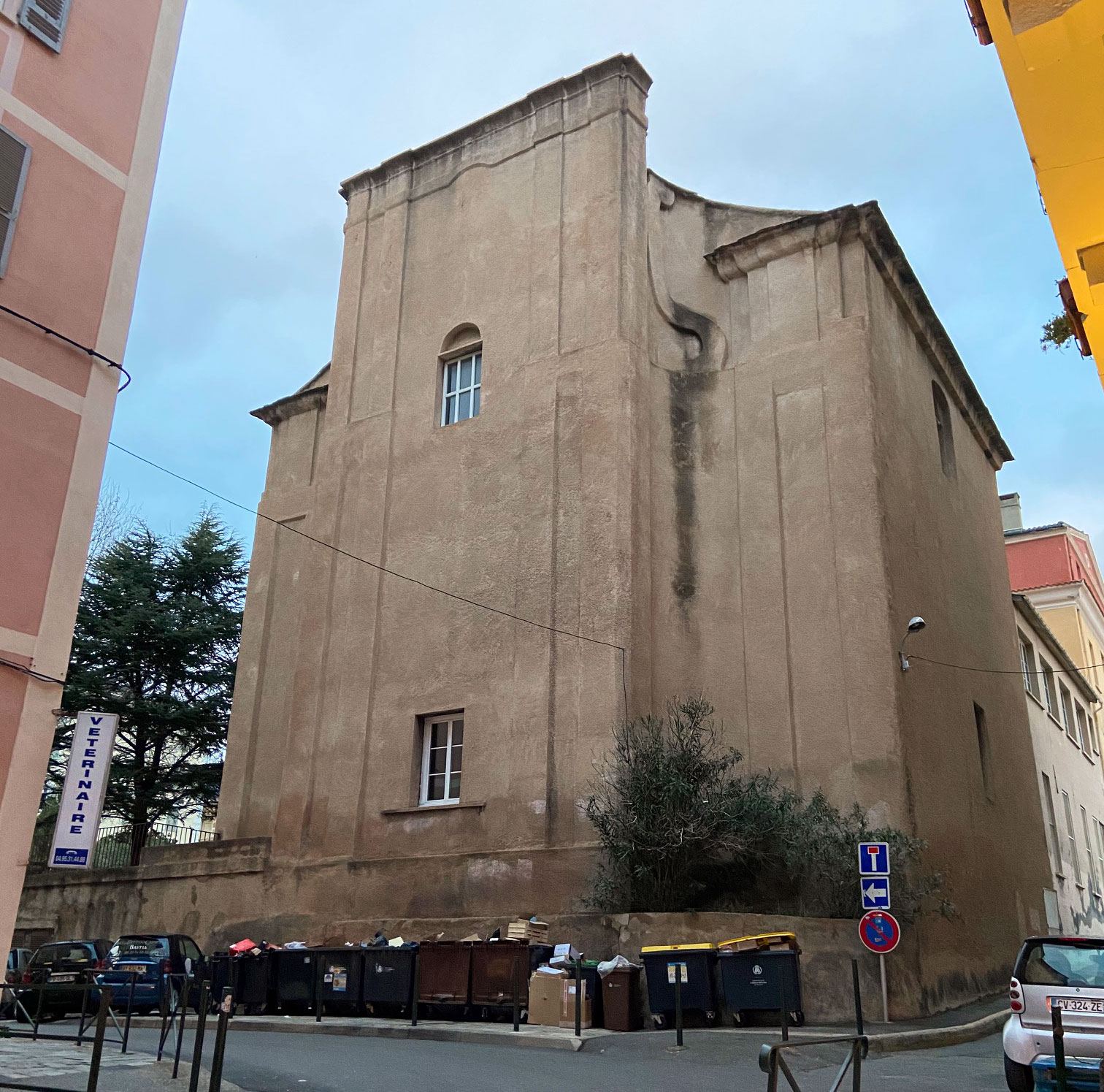
L'ancienne église Saint-Vincent-de-Paul

### Terra Nova

#### La cathédrale Sainte Marie (Santa Maria)

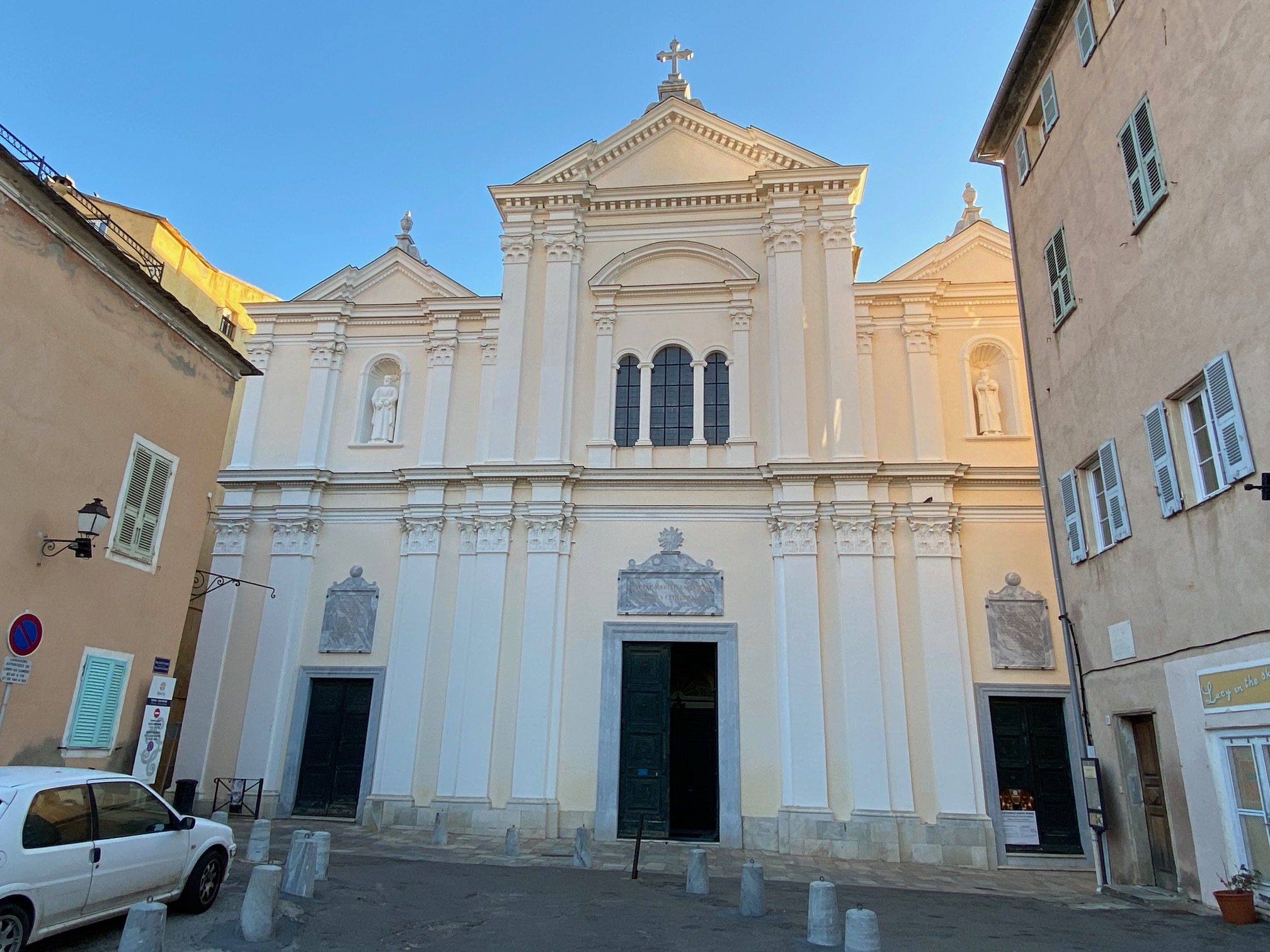
Santa Maria

La cathédrale Sainte Marie, en corse Santa Maria se trouve dans le quartier de la Citadelle. Elle a été construite sur le site d'une ancienne église qui existait au XVe siècle, appelée Santa Maria della Consolazione ou Santa Maria l'Arrimbata.
La population de Terra Vechja ayant augmenté, il est décidé d'en construire une plus grande. Les travaux commencent en 1604 pour durer quinze ans. Le clocher fut ajouté en 1619.
L'église est de style baroque, l'intérieur est richement décoré.
Santa Maria a été classée monument historique en 2000.

#### L'oratoire Sainte-Croix (Santa Croce)

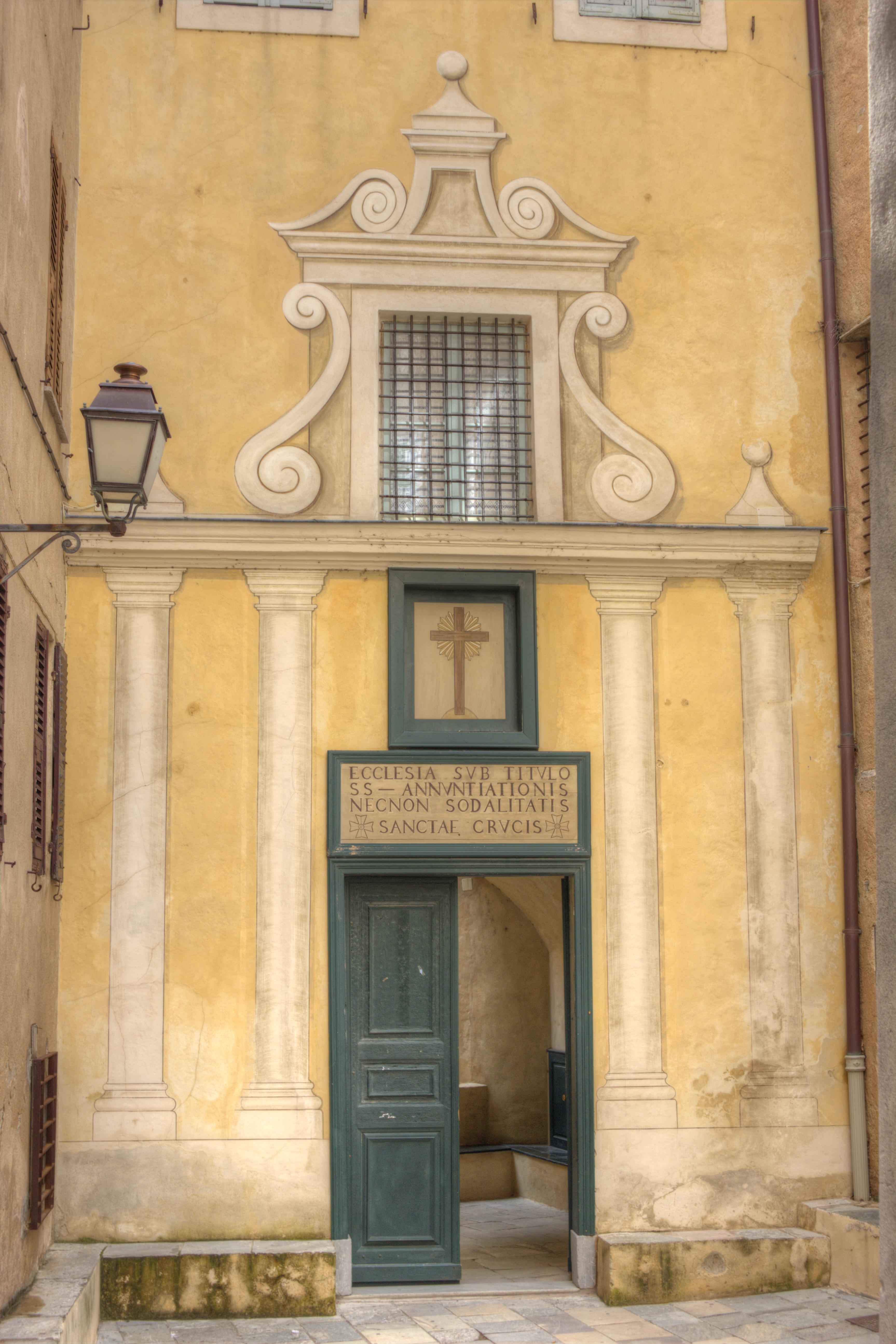
Santa Croce

Santa Croce est située au cœur du quartier de Terra Nova, la Citadelle. Le premier édifice fut érigé en 1490. Elle fut reconstruite en 1543 et agrandie en 1600. Santa Croce a la particularité d'être édifiée sur un terrain appartenant à la basilique romaine de Saint-Jean de Latran.
L'intérieur est richement orné de décors rococo.
Santa Croce abrite le Christ des Miracles, U Cristu Negru, fêté chaque 3 mai.
Elle a été classée monument historique en 1931.

### Quartier du Palais de Justice-Sant'Anghjuli

#### Église du Saint-Nom-de-Marie
Cette église a été construite au XVIIe siècle. Elle se situe rue Sant'Angelo, entre le couvent Sant'Anghjuli et la Citadelle. On ne la voit pas de la rue. Elle a été progressivement abandonnée puis désacralisée en 1973. Elle sera peut-être restaurée grâce à la Mission Stéphane Bern.

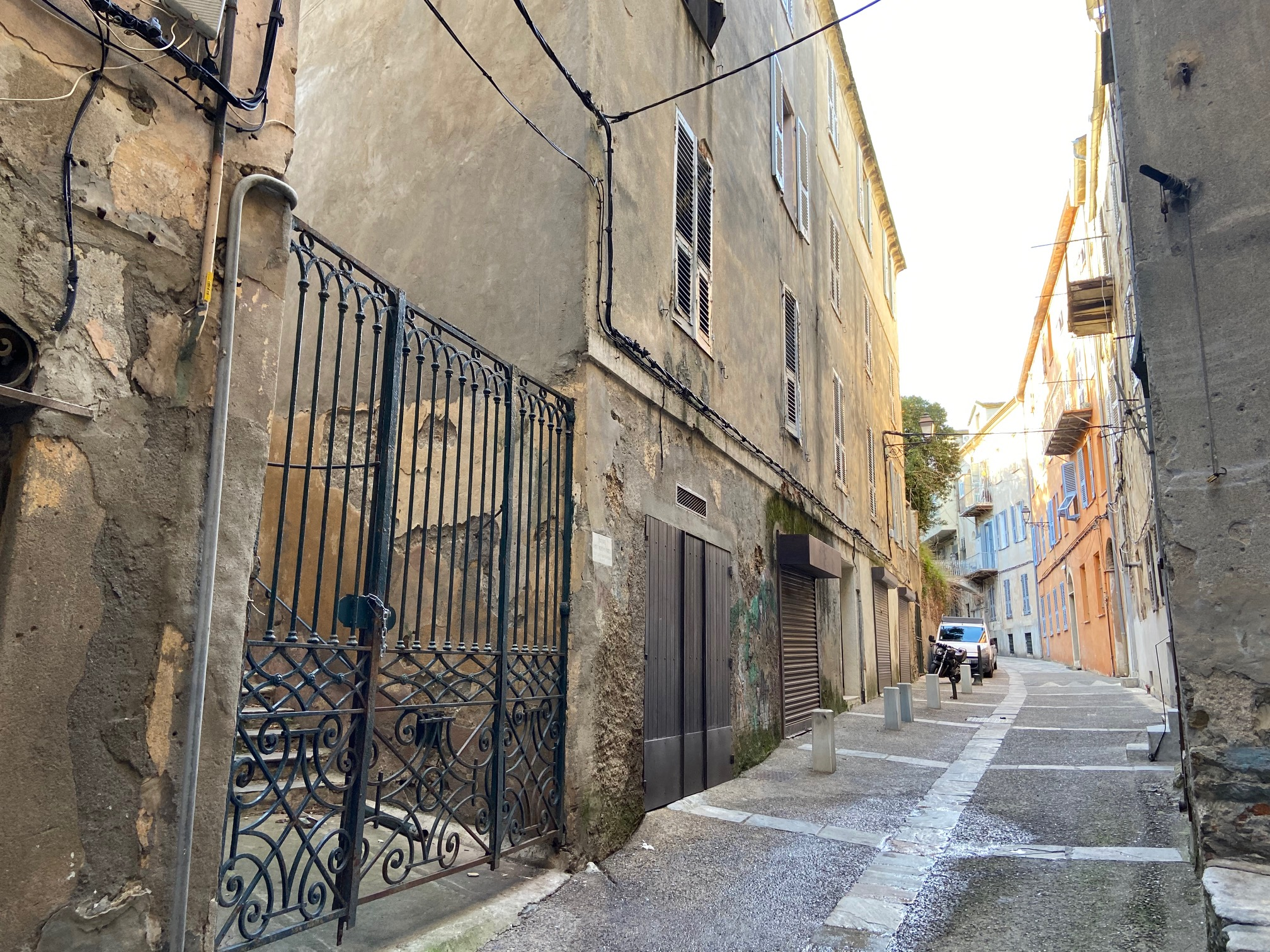
L'entrée de l'église du Saint-Nom-de-Marie

#### Église du couvent Sant'Anghjuli
C'était l'église du couvent du même nom, fondé en 1612 (voir plus haut). Elle a été entièrement reconstruite en 1645. En 1791 le couvent devint propriété de l’État et récupéré par l'armée. L'intérieur fut entièrement remanié. Les tableaux, stalles, statues, meuble et l'orgue furent détruits, vendus ou déplacés. La ville de Bastia en fit l'acquisition en 1993.

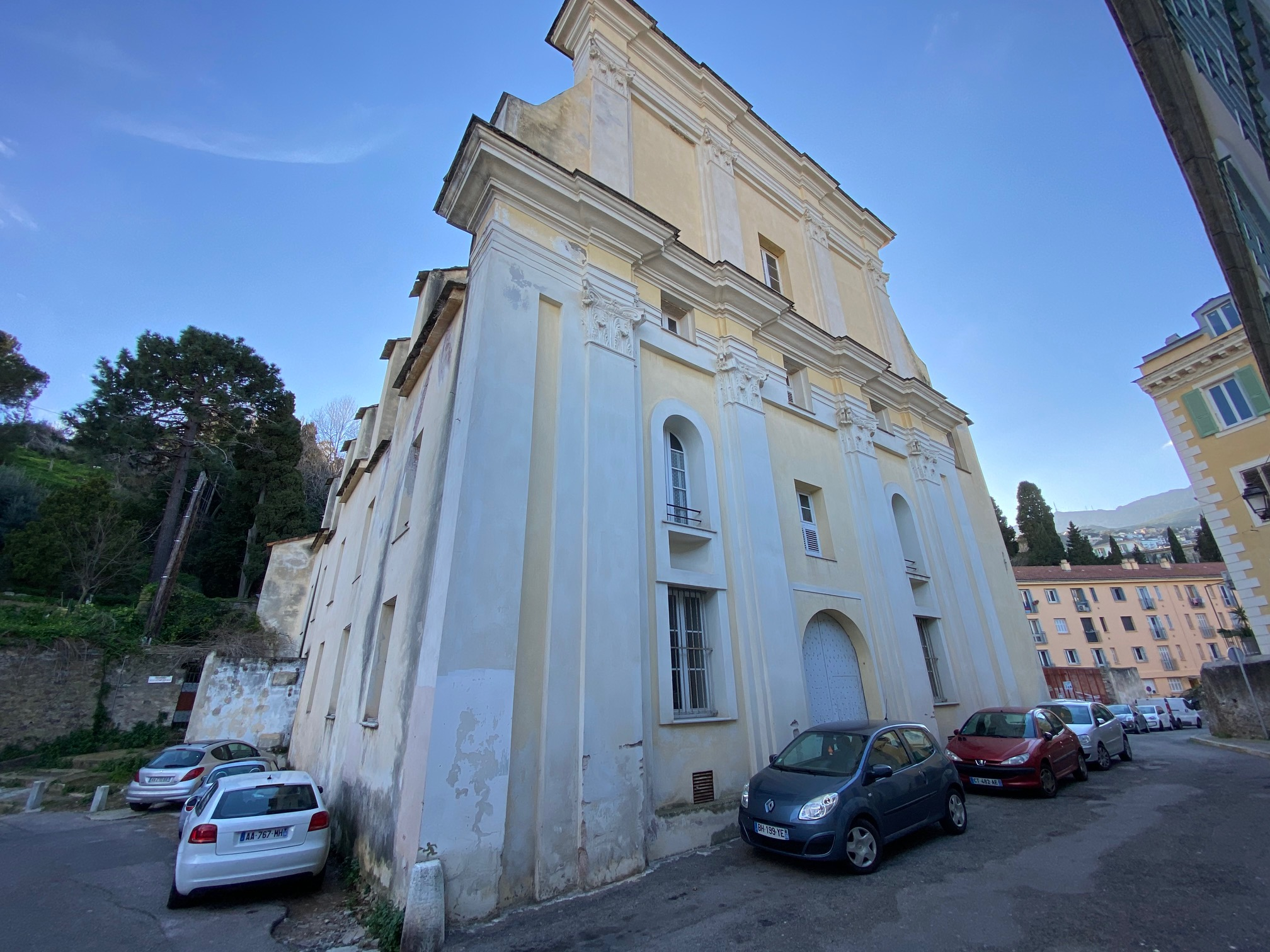
L'église du couvent Sant'Anghjuli

#### Église du couvent Sainte-Elisabeth (Santa Risabetta)
Sainte-Elisabeth était le nom de l'église du couvent éponyme (voir plus haut).

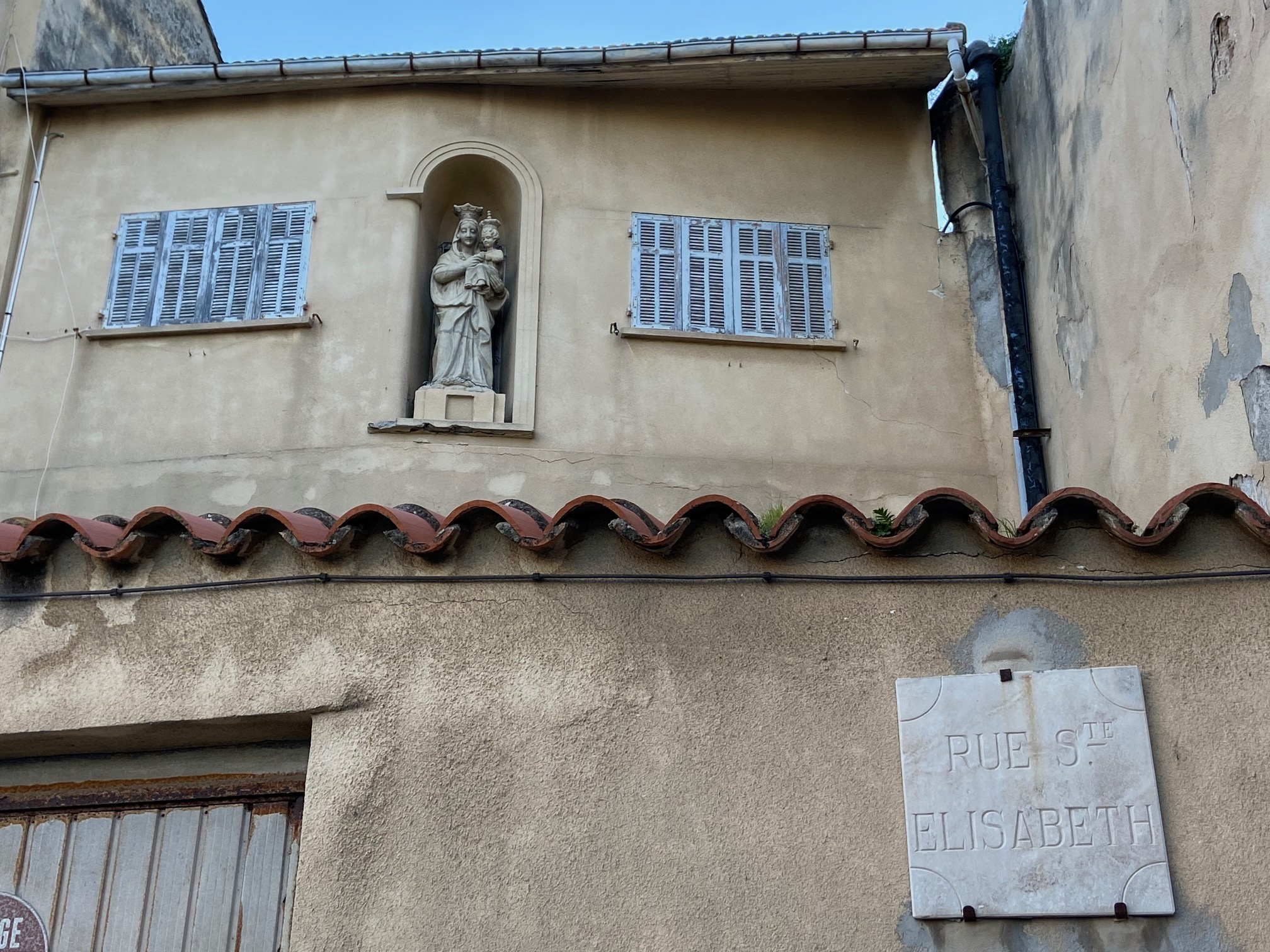
Rue Sainte-Elisabeth

#### Église du Sacré-Coeur
Situé boulevard Hyacinthe-de-Montera, le Sacré-Coeur était l'église du couvent des Jésuites. L'ensemble a été édifié dans le courant du XIXe siècle. Sa façade est de style néoclassique. L'intérieur a été entièrement remanié en 1967 et une grande partie de son décor a disparu.

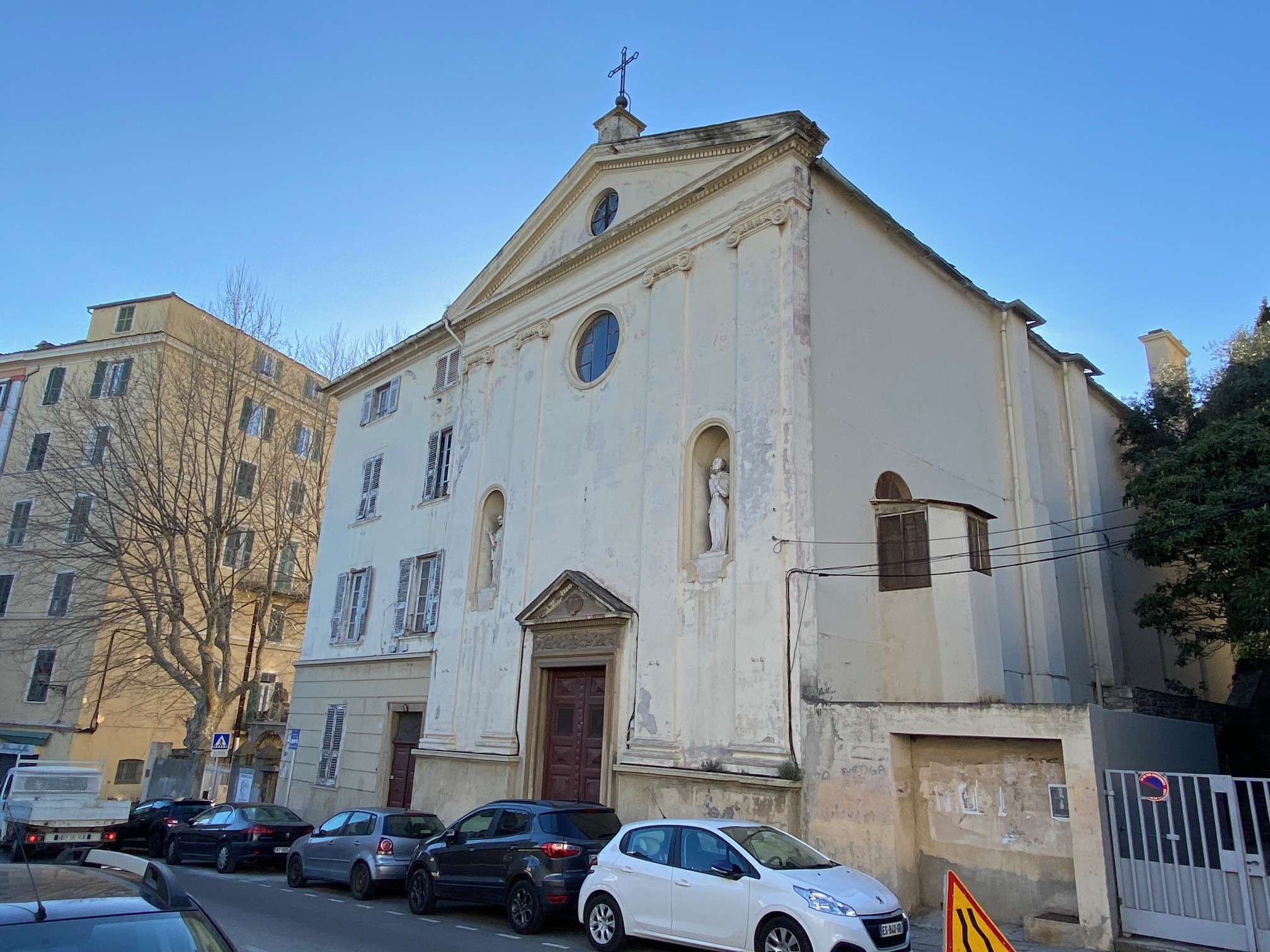
Eglise du Sacré-Coeur

### Quartier Saint-Joseph

#### Saint-Joseph (San Ghjiseppu)
Saint-Joseph, en corse San Ghjiseppu se trouve dans le quartier éponyme. La construction débuté en 1626 pour se terminer en 1635.

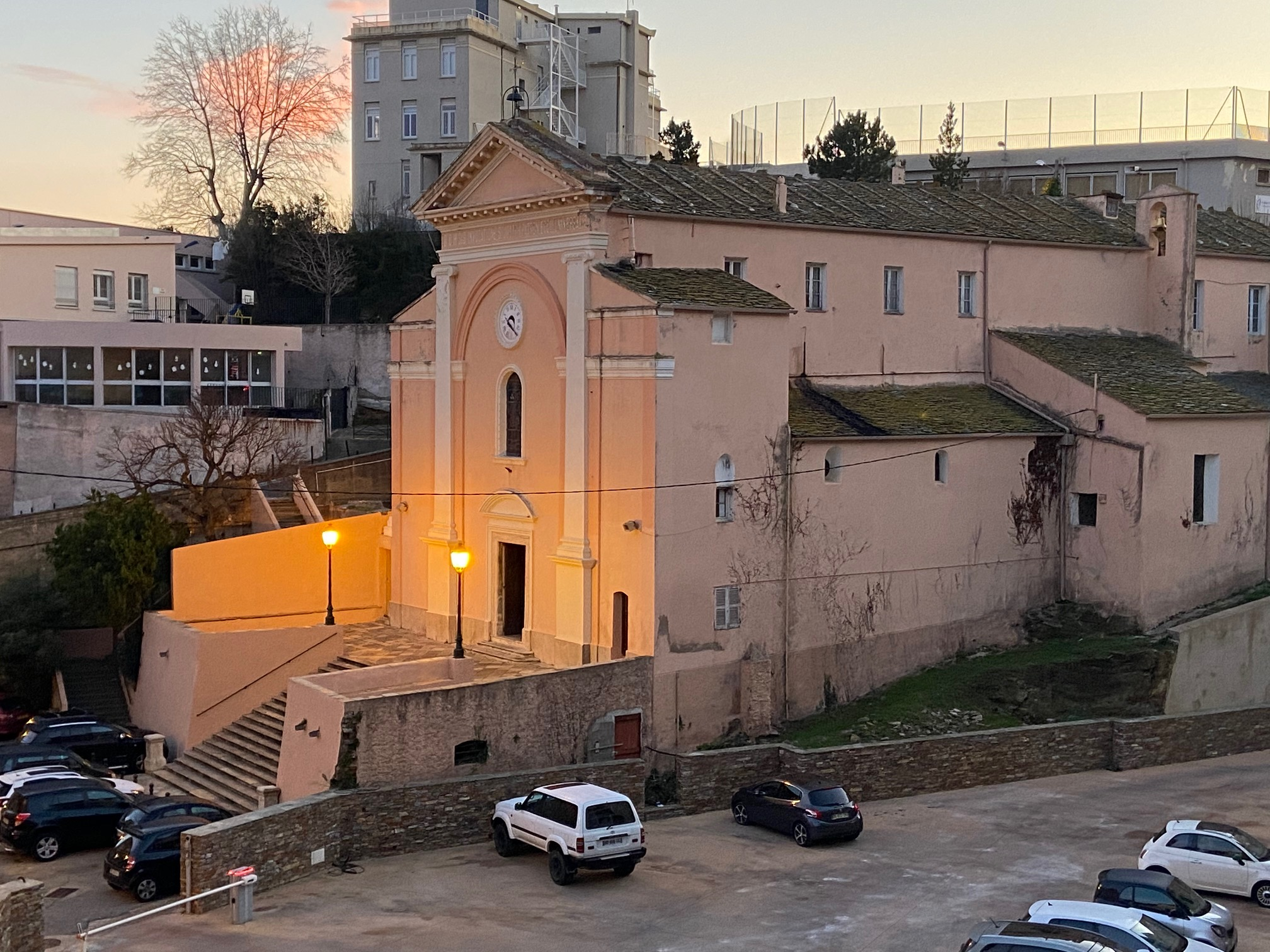
San Ghjiseppu

### Quartier du Nouveau Port

#### Notre-Dame de Lourdes
C'est la seule église de Corse qui possède ce vocable. De style néogothique, elle a été fondée en 1917.

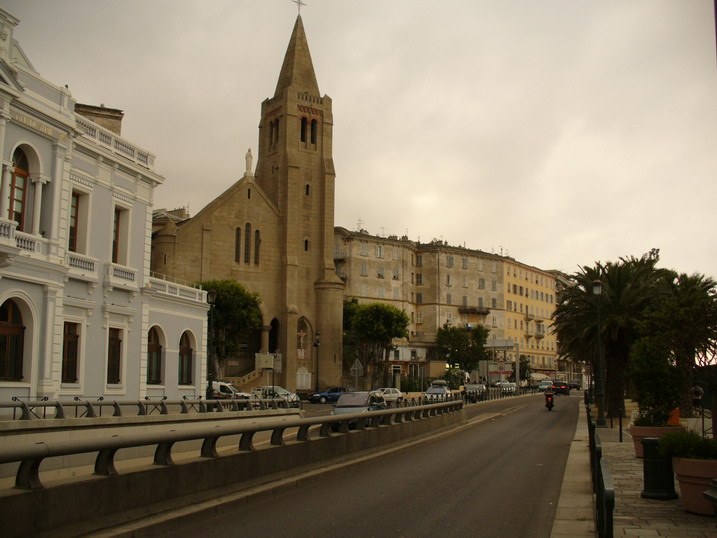
Notre-Dame de Lourdes

### Toga

#### Saint-Paul de Toga
L'église Saint-Paul est située dans un quartier qui s'est urbanisé dans les années 1960. La construction a été achevée en 1977.

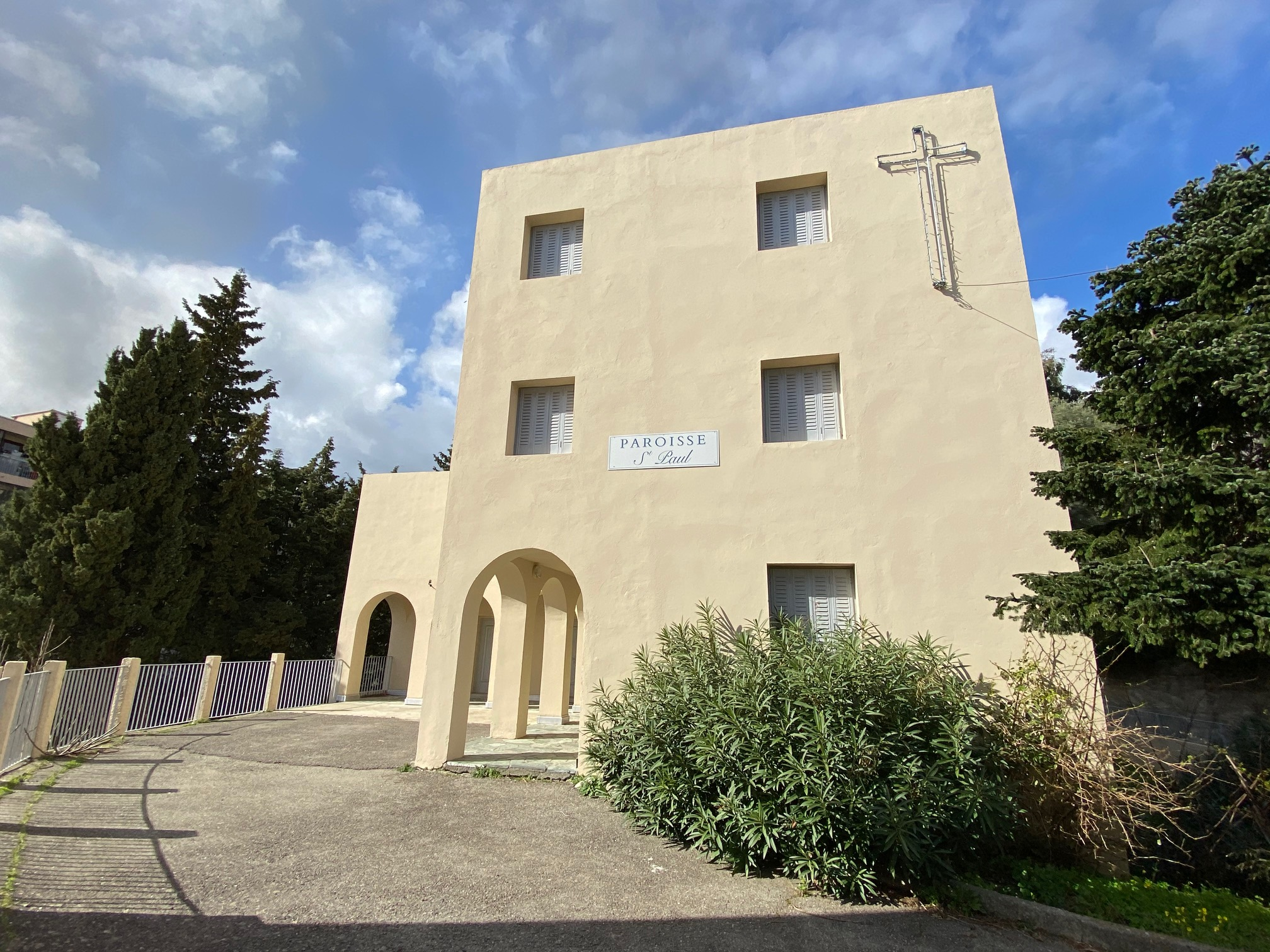
Saint-Paul de Toga

### L'Annonciade

#### Chapelle de l'Annonciade (A Nunziata)
La chapelle date du XVIIe siècle. Elle a donné son nom à ce quartier situé dans la vallée du Fangu.

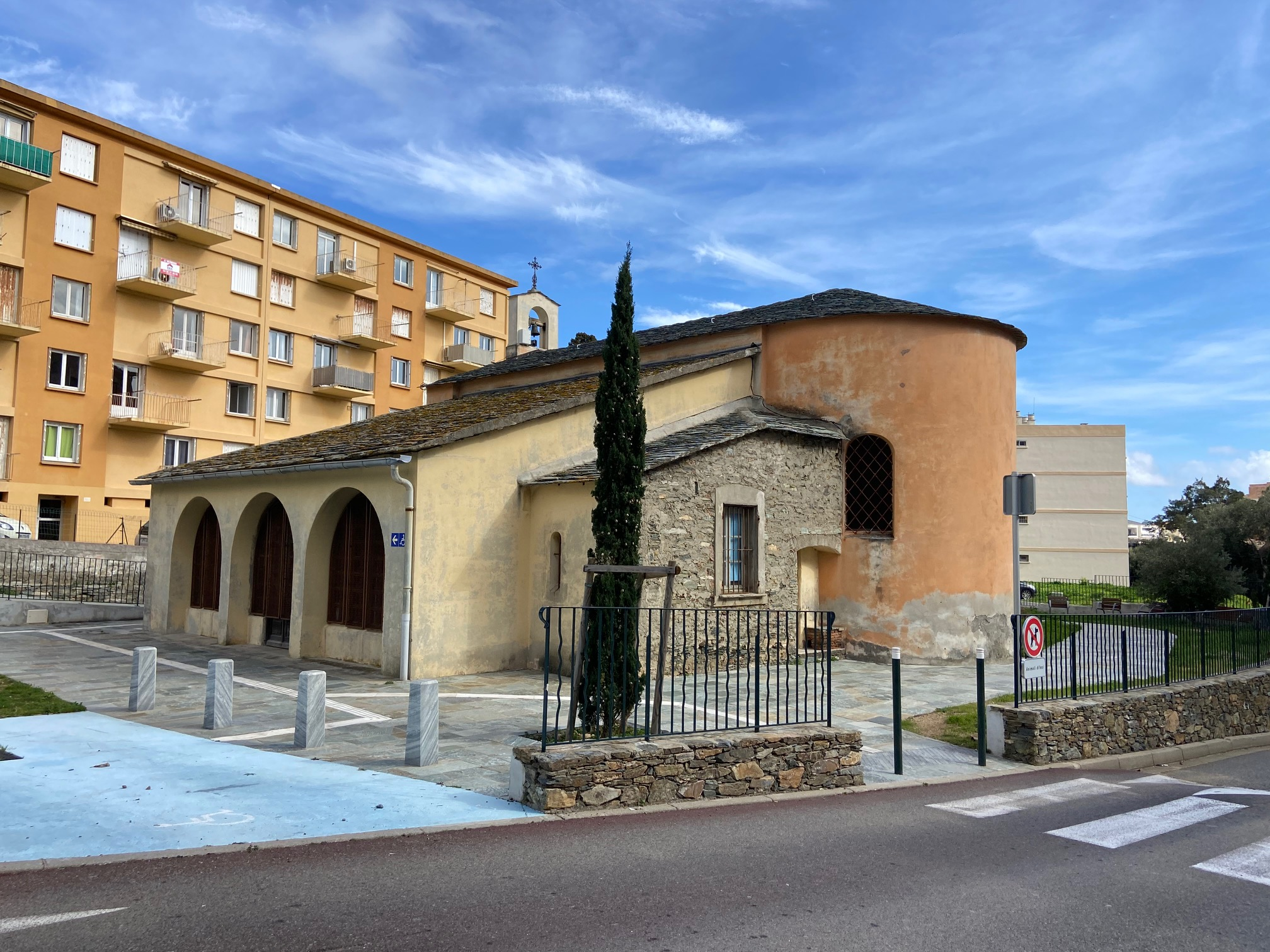
La chapelle de l'Annonciade

### Lupinu

#### Notre-Dame-des Victoires
C'est la grande église des quartiers sud de Bastia. Achevée en 1969, elle a été conçue par les architectes bastiais Louis de Casabianca et Louis Cypriani. À l'origine, un clocher était prévu, mais il n'a jamais été réalisé.
L'église est inscrite aux monuments historiques depuis 2008.

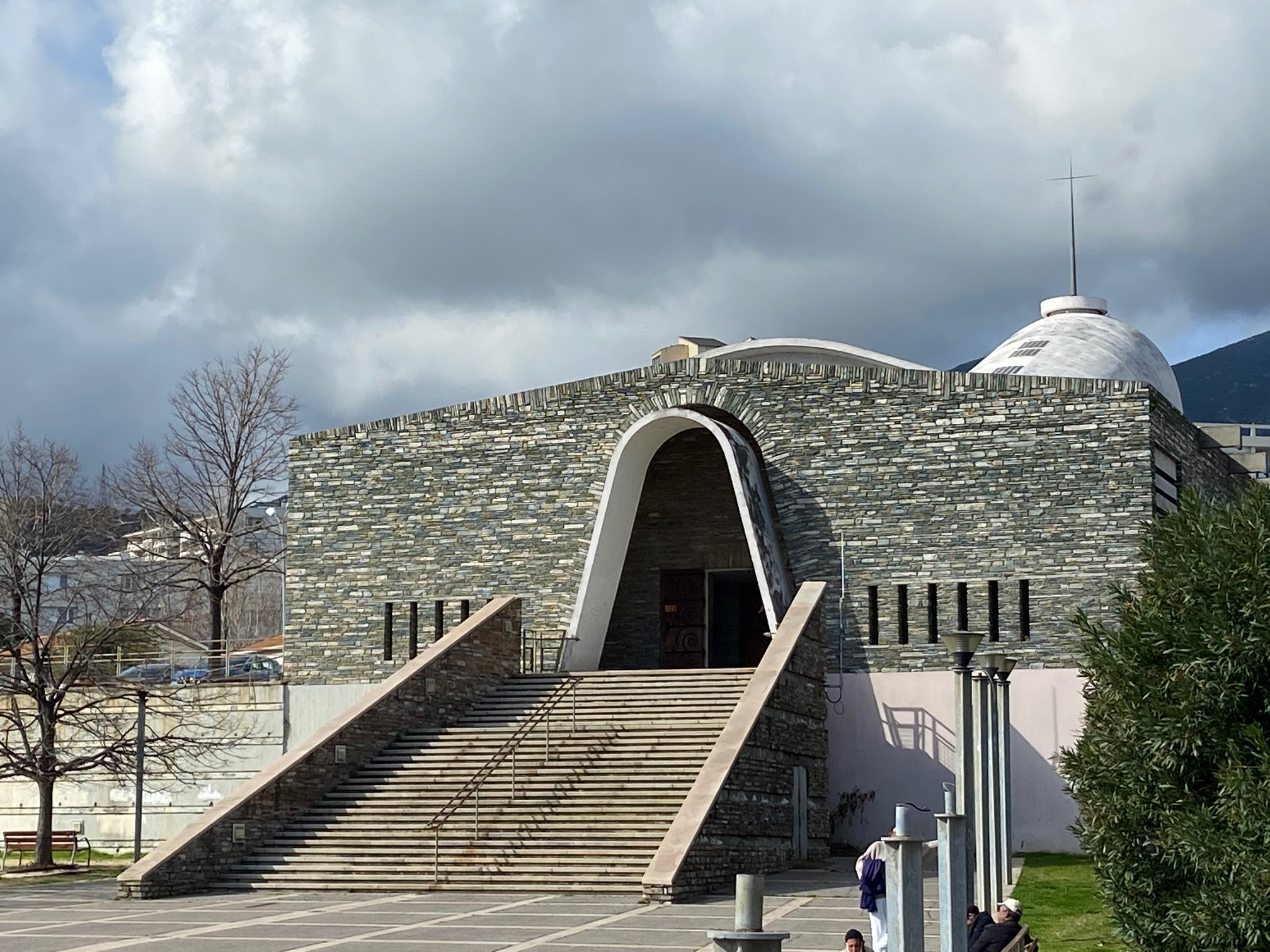
Notre-Dame des Victoires, à Lupinu

### Montesoru

#### Saint-Pierre de Montesoru
L'église Saint-Pierre a été construite en 1980, œuvre de l'architecte Pierrot Puccinelli.

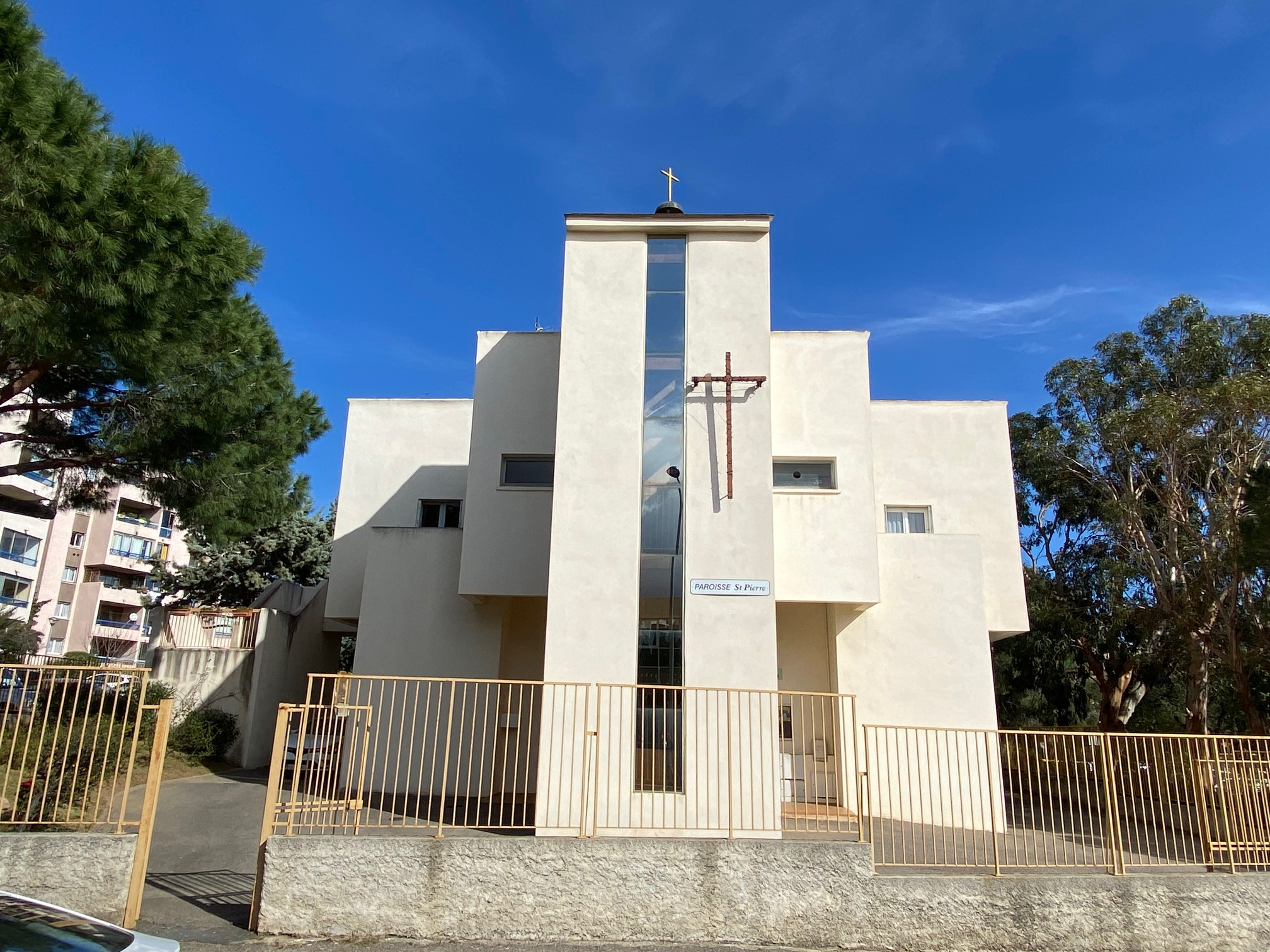
Saint-Pierre de Montesoru

### Hauteurs de Bastia

#### Chapelle de Madonna di Munserrà

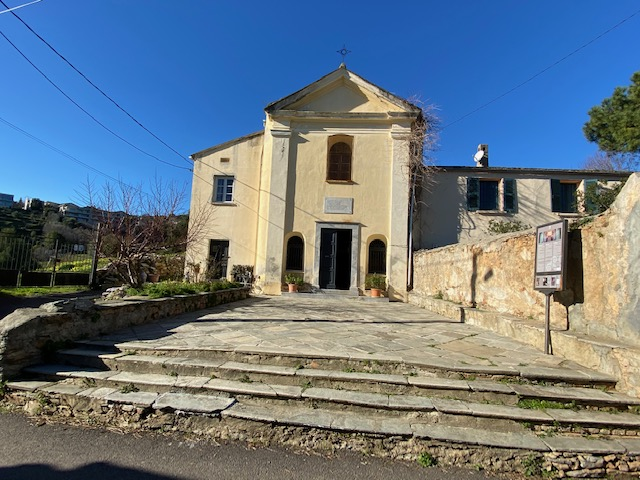
A Madonna di Munserrà

La chapelle de A Madonna di Munserrà se trouve sur les hauteurs de Bastia. Elle a le rare privilège d'abriter une réplique de la Scala Santa. Ce privilège a été accordé par le pape Pie VII, pour remercier les Bastiais de leur hospitalité offerte par les ecclésiastiques exilés en Corse par Napoléon.
Elle est inscrite aux monuments historiques depuis 1995.

#### Saint-Étienne de Cardu (Santu Stefanu)

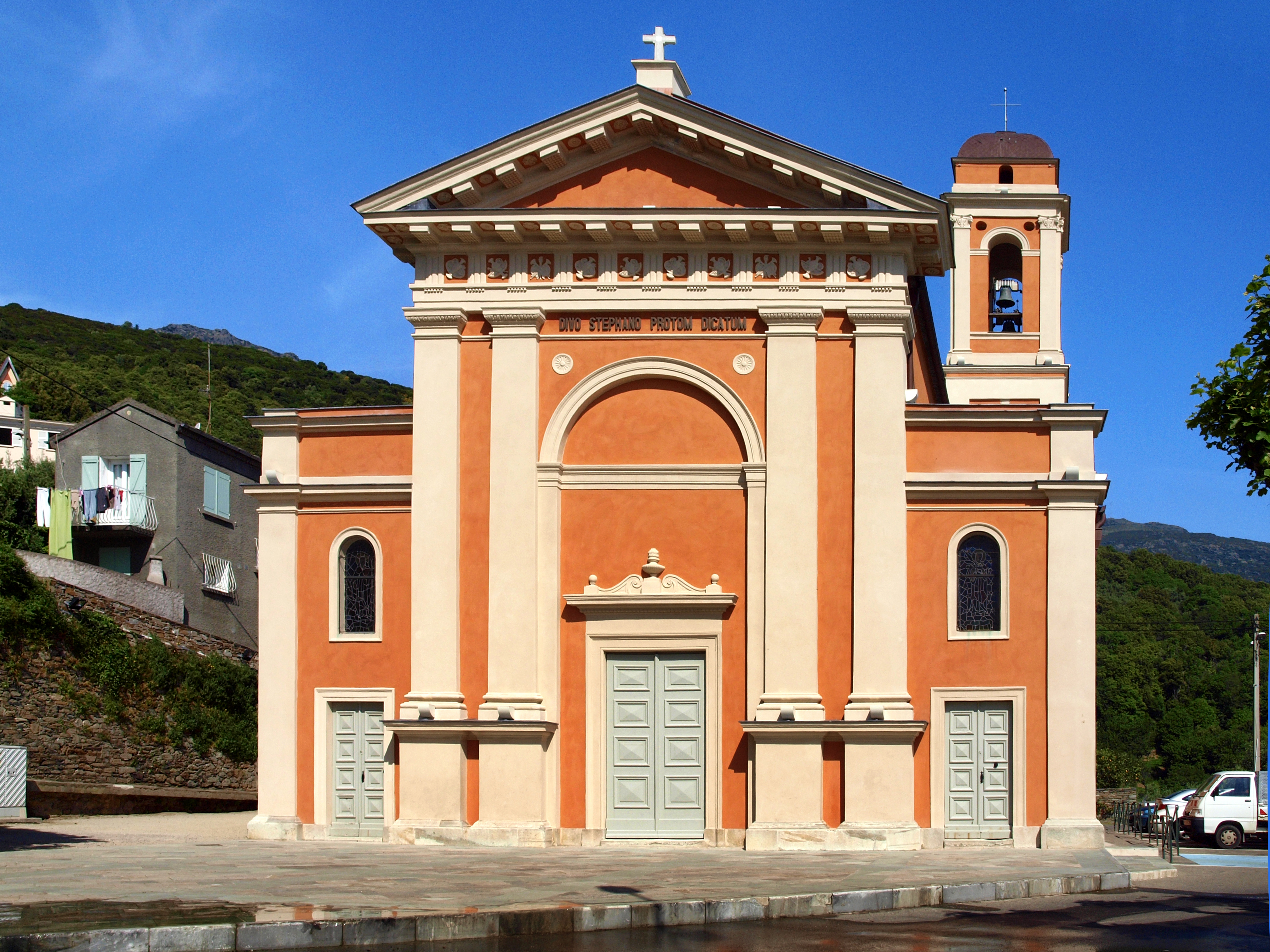
San Stefanu di Cardu

#### San Sarsoriu de Suerta
C'est l'unique église de style roman qui se trouve sur la commune de Bastia, dans le hameau de Suerta. Elle se trouve dans une propriété privée.

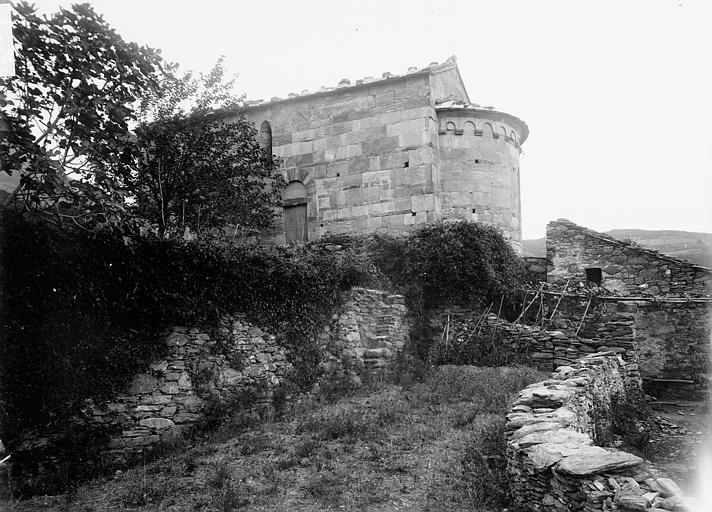
San Sarsoriu

Elle est datée du XIIe siècle.

#### Église du couvent Sant'Antone
Sant'Antone est l'église du couvent du même nom (voir plus haut).

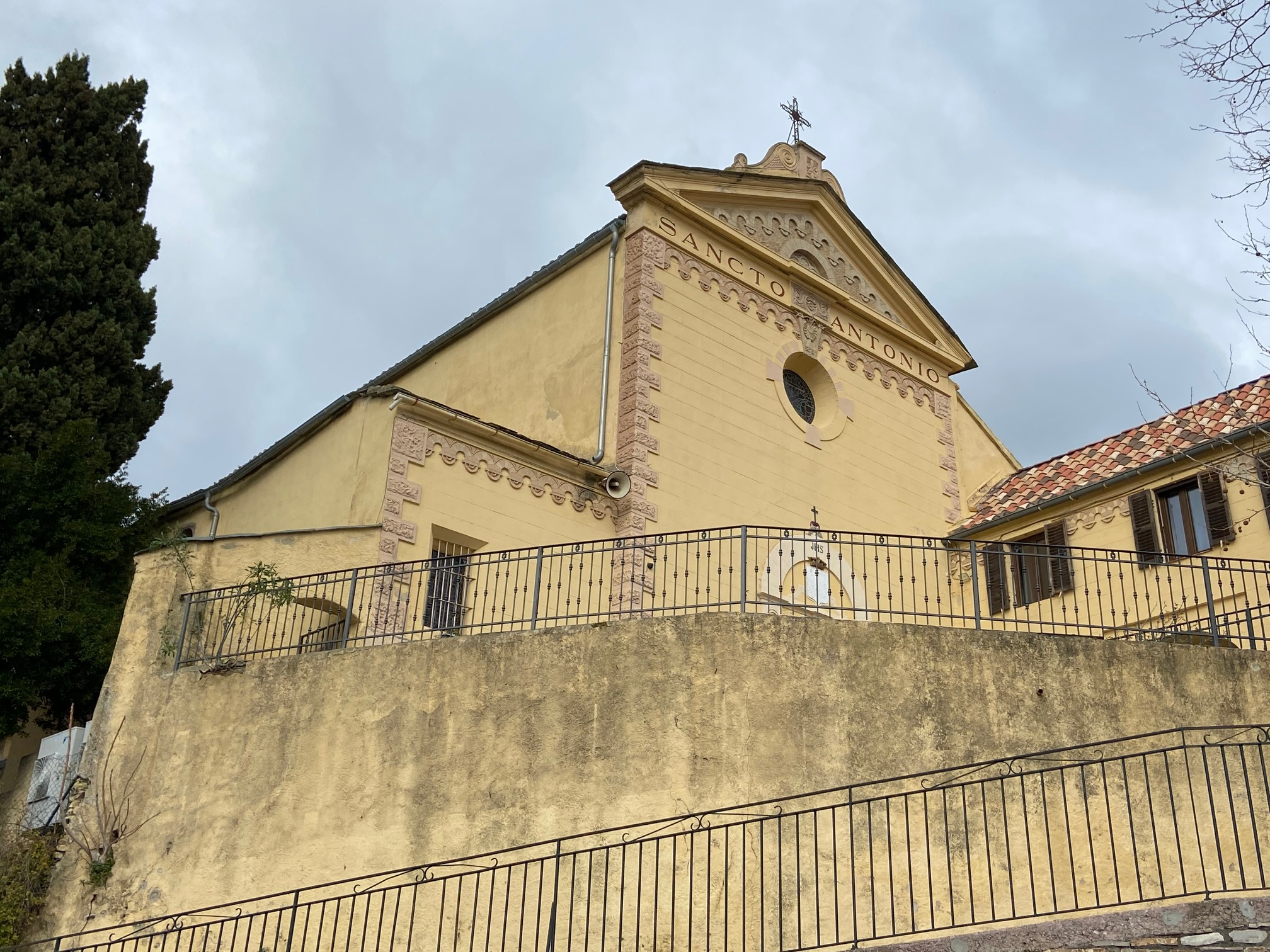
Sant'Antone

#### Église du couvent San Francescu
San Francescu est l'église du couvent du même nom (voir plus haut).

## Églises disparues

### Santa Maria l'Arrimbata
Elle se trouvait à l'emplacement de la cathédrale Sainte-Marie à la citadelle. Elle fut détruite pour construire un plus grand édifice.

### A Madonna di u Carmine
Elle se trouvait au lieu-dit A Punta, près du quai des Martyrs, dans le quartier du Marché.

### San Ghjorghju
Elle fut détruite en 1762. L'église San Ghjorghju était située sur le boulevard Paoli, au numéro 37.

### Santu Niculaiu
Elle a donné son nom à la place. Elle fut détruite en 1889 parce qu'elle barrait le boulevard Paoli, à l'emplacement du 17 boulevard de Gaulle.

### San Ruccucciu
Il ne reste que le nom de lieu, dans les hauteurs du quartier San Ghjiseppu.

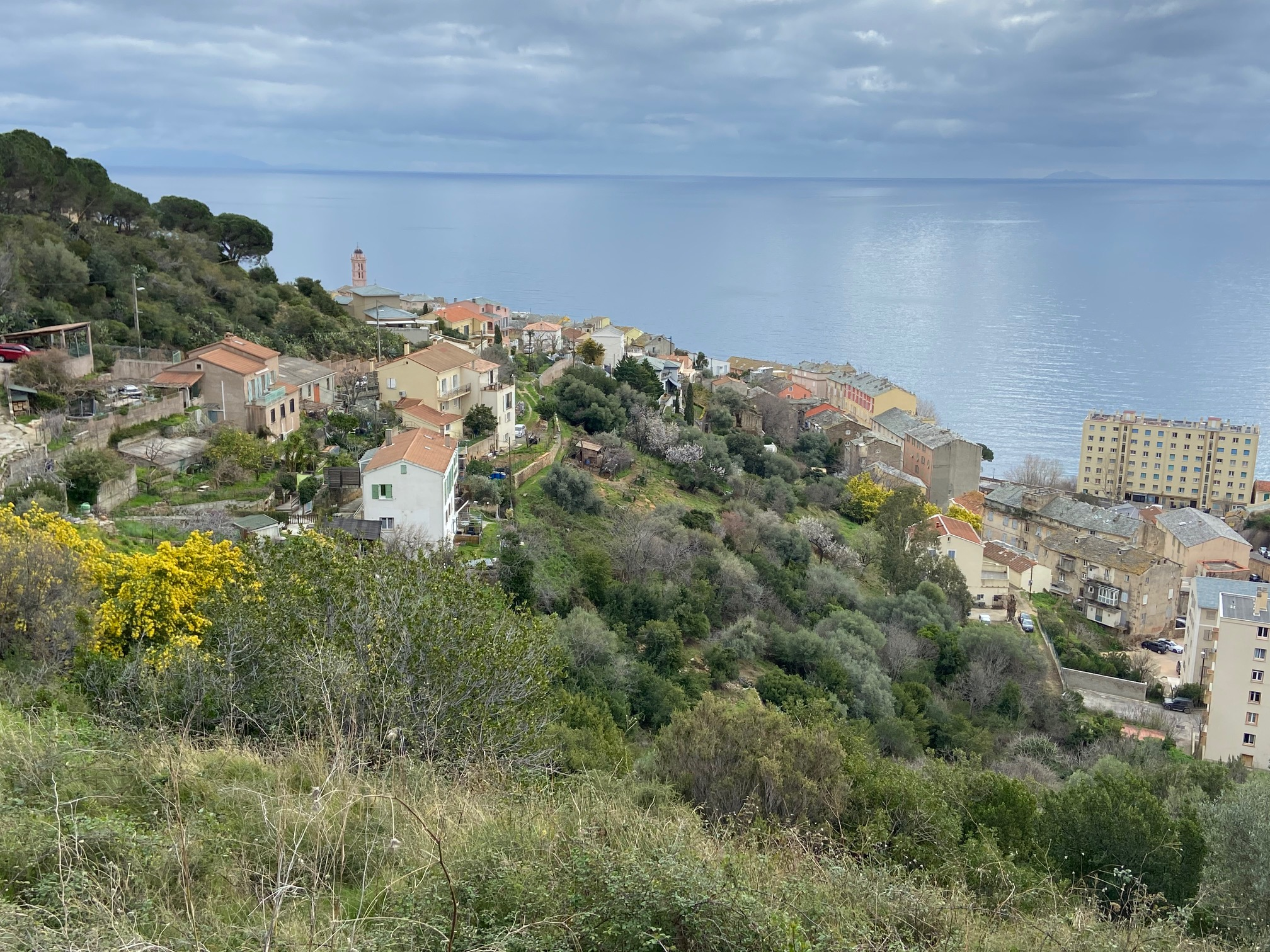
La montée San Ruccucciu

### Santa Pullonia
Il ne reste que le nom de lieu, sur les hauteurs de Bastia.

### San Gaitanu
San Gaitanu a donné son nom à un quartier sur les hauteurs de Bastia.

### Santa Maria Maddalena
Situé dans le quartier de Lupinu, une rue porte son nom mais il ne reste plus rien de l'édifice.

## À voir
- Liste des monuments historiques de la Haute-Corse
- Liste des monuments historiques de Bastia
- Liste des églises de la Haute-Corse
- Citadelle de Bastia
- Oratoire Saint-Roch de Bastia
- Église Sainte-Croix
- Église de la Conception de Bastia
- Église Saint-Charles-Borromée de Bastia
- Chapelle Notre-Dame de Montserratu
- Pro-cathédrale Sainte-Marie
- Église Saint-Jean-Baptiste de Bastia
- Place du marché de Bastia
- Vieux-Port de Bastia
- Palais des Gouverneurs de Bastia
- Palais Caraffa